# Romanska arhitektura
Romanska arhitektura je arhitekturni slog srednjeveške Evrope, za katerega so značilni polkrožni loki. Za začetek romanskega sloga ni soglasja, so predlogi, ki segajo od 6. do 11. stoletja, ta kasnejši datum je najpogostejši. V 12. stoletju se je razvil v gotski slog, zaznamovan s koničastimi loki. Primeri romanske arhitekture so na celotnem kontinentu, zaradi česar je to prvi panevropski arhitekturni slog od rimske arhitekture. Romanski slog v Angliji se tradicionalno imenuje normanska arhitektura.
Kombinacija značilnosti starih rimskih in bizantinskih stavb ter drugih krajevnih tradicij je romanska arhitektura znana po svoji masivni kakovosti, debelih stenah, krožnih lokih, čvrstih stebrih, sodčkastih obokih, velikih stolpih in okrasnih arkadah. Vsaka stavba ima jasno opredeljene oblike, pogosto zelo pravokotnega, simetričnega tlorisa; celoten videz je poenostavljen v primerjavi z gotskimi stavbami, ki naj bi jih nasledile. Slog je mogoče najti po vsej Evropi, kljub regionalnim značilnostim in različnim materialom.
V tem obdobju je bilo zgrajenih veliko gradov, ki pa jih cerkve močno presegajo. Najpomembnejše so velike samostanske cerkve, od katerih mnoge še vedno stojijo bolj ali manj popolne in so pogosto še v uporabi. Ogromno število cerkva, zgrajenih v romanskem obdobju, je nasledilo še bolj obremenjeno obdobje gotske arhitekture, ki je deloma ali v celoti predelala večino romanskih cerkva v bogatih območjih, kot sta Anglija in Portugalska. Največje skupine romanskih ohranjenih so na območjih, ki so bila v naslednjih obdobjih manj uspešna, vključno z deli južne Francije, podeželske Španije in podeželske Italije. Ohranjene neokrnjene romanske posvetne hiše in palače ter domače četrti samostanov so veliko redkejše, vendar so te uporabljene in prilagojene značilnosti, ki jih najdemo v cerkvenih zgradbah, na domači ravni.

## Definicija
V skladu z Oxfordskim angleškim slovarjem beseda "Romanesque" pomeni 'pot iz rimskega' in je bila prvič uporabljena v angleščini, da bi označila tiste, ki se zdaj imenujejo romanski jeziki (prvi citirani 1715). Francoski izraz romane je v arhitekturnem pomenu najprej uporabil arheolog Charles de Gerville v pismu z dne 18. decembra 1818 Augusteu Le Prévostu, kjer mu opiše, kaj on vidi kot razvrednotenje rimske arhitekture. {{#tag:ref|Včasih sem vam govoril o romanski arhitekturi. To je moja beseda, ki sem jo izumil (mislim, da uspešno), da bi nadomestil nepomembne saksonske in normanske besede. Vsi se strinjajo, da je ta arhitektura, težka in groba, opus romanum, ki ga naši nesramni predniki zaporedoma denaturirajo ali degradirajo. Tudi iz oslabljenega latinskega jezika je nastal ta romanski jezik, katerega izvor in degradacija imata toliko podobnosti z izvorom in napredkom arhitekture. Povejte mi, prosim, da je bilo moje ime Roman (esque)  izumljeno z uspehom. prijatelj Arcisse de Caumont je sprejel oznako 'romanski', da bi opisal 'degradirano' evropsko arhitekturo od 5. do 13. stoletja, v svojem Essai sur l'architecture religieuse du moyen-âge, particulicrement en Normandie, v času, ko dejanski datumi mnogih opisanih stavb niso bili ugotovljeni:
Ime Romanski (esque), ki ga dajemo tej arhitekturi, ki bi moralo biti univerzalno, saj je povsod enaka in z majhnimi lokalnimi razlikami, ima tudi zaslugo, da nakazuje njen izvor in ni nova, ker se že uporablja za opis romanskega jezika v istem obdobju. Romanski jezik je degeneriran latinski jezik. Romanska arhitektura je razvrednotena rimska arhitektura. 
Prva uporaba v objavljenem delu je v raziskavi o začetku in vplivu gotske arhitekture Williama Gunna (London 1819). To besedo je uporabil Gunn, da bi opisal slog, ki je bil prepoznaven za srednji vek in napovedal gotiko, vendar je ohranil zaokrožen rimski lok in tako se je zdel kot nadaljevanje rimske tradicije gradnje.
Ta izraz se zdaj uporablja za bolj omejeno obdobje od poznega 10. do 12. stoletja. Izraz "predromanika" se včasih uporablja za arhitekturo v Nemčiji karolinških in otonskih obdobij ter vizikotskih, mozarabskih in asturijskih konstrukcij med 8. in 10. stoletjem na Iberskem polotoku, medtem ko se prva romanika uporablja za stavbe na severu Italije in Španije ter dele Francije, ki imajo romansko podobo, vendar so v preteklosti vplivali na opatijo Cluny.
- Portal cerkve svete Marijz, Viu de Llevata, Katalonija, Španija
- Obok samostanske cerkve Saint Foy, Conques, Francija
- Križni hodnik bazilike sv. Janeza v Lateranu, Rim
- Zvonik stolnice v Angoulême, Charente, Francija
- Okno in lombardski trak na rotundi San Tomè, Almenno San Bartolomeo, Lombardija

## Obseg
Stavbe vseh vrst so bile zgrajene v romanskem slogu, z dokazi o preprostih domačih zgradbah, elegantnih mestnih hišah, velikih palačah, poslovnih prostorih, civilnih stavbah, gradovih, mestnih obzidjih, mostovih, vaških cerkvah, samostanskih cerkva in samostanih in velikih stolnicah. Od teh vrst stavb so najbolj redke domače in poslovne, v Združenem kraljestvu je le peščica ohranjenih, več skupin je v Franciji, izolirane stavbe po vsej Evropi in daleč največje število, pogosto neznano in spremenjeno skozi stoletja, v Italiji. Obstaja veliko gradov, katerih temelji so iz obdobja romanike. Večina je bila bistveno spremenjena in mnogi so v ruševinah.
Daleč največ ohranjenih romanskih stavb so cerkve. Te segajo od majhnih kapelic do velikih stolnic. Kljub temu, da so bile mnoge razširjene in spremenjene v različnih slogih, veliko število ostaja v bistvu nedotaknjena ali obnovljena z občutkom, kar kaže na obliko, značaj in okrasitev romanske cerkvene arhitekture.
- Rotunda svetega Nikolaja v Cieszynu, Poljska
- Romanska hiša v Poreču, Hrvaška
- Mestna hiša v Massa Marittima, Italija
- Samostanska cerkev svetega Jakoba, Lebeny, Madžarska (1208)
- Bivalno-stanovanjski stolp gradu Conisbrough, Anglija.

## Zgodovina

### Izvor
Romanska arhitektura je bila prvi posebni slog, ki se je razširil po Evropi od Rimskega cesarstva. S propadom Rima so se v zahodni Evropi do konca ohranile metode gradnje rimskih zgradb, kjer so zaporedni merovinški, karolinški in otonski arhitekti še naprej gradili velike kamnite zgradbe, kot so samostanske cerkve in palače. V bolj severnih državah rimske stavbe in tehnike niso bile nikoli sprejete, razen za uradne zgradbe, v Skandinaviji pa niso bile znane. Čeprav se je uporaba krožnega loka nadaljevala, so se izgubile inženirske spretnosti, potrebne za obok velikih prostorov in izgradnja velikih kupol. Prišlo je do izgube slogovne kontinuitete, ki je bila še posebej očitna v upadanju formalnega besednjaka klasičnega reda. V Rimu se je nekaj velikih konstantinovih bazilik še naprej uporabljalo kot navdih kasnejšim graditeljem. Nekatere tradicije rimske arhitekture so preživele tudi v bizantinski arhitekturi z osmerokotno bizantinsko baziliko San Vitale v Raveni iz 6. stoletja, ki je bila navdih za največjo zgradbo mračnega obdobja v Evropi, Palatinsko kapelo cesarja Karla Velikega v  Aachnu v Nemčiji, zgrajena okoli leta 800.
Kmalu po Palatinski kapeli je nastal izjemen švicarski rokopis iz 9. stoletja, znan kot St. Galler Klosterplan »Načrt samostana svetega Galla«, ki prikazuje zelo podroben načrt samostanskega kompleksa z vsemi različnimi samostanskimi stavbami in njihovimi funkcijami. Največja stavba je cerkev, katere načrt je izrazito germanski, z apsido na obeh koncih, ureditev, ki na splošno ni vidna drugje. Druga značilnost cerkve so njeni pravilni proporci, kvadratni tloris križiščnega stolpa, ki zagotavlja modul za preostanek tlorisa. Te značilnosti je mogoče videti na protoromanski cerkvi svetega Mihaela v Hildesheimu, 1001–1030.
Arhitektura romanskega sloga se je razvijala sočasno na severu Italije, delih Francije in na Iberskem polotoku v 10. stoletju in pred poznejšim vplivom opatije Cluny. Za slog, ki se včasih imenuje 'prva romanika' ali 'lombardska romanika', so značilni debeli zidovi, pomanjkanje kiparskega okrasa in prisotnost ritmičnih okrasnih lokov, znanih kot Lombardski trak.
- Santa Maria v Cosmedinu, Rim (8.– zgodnje 12. stoletje) ima bazilikalen tloris in ponovno uporabljene rimske stebre.
- Palatinska kapela, Aachen, 9. stoletje, model v bizantinski cerkvi San Vitale, Ravena
- Notranjost svetega Mihaela, Hildesheim, (1001–1031) z izmenjavajočimi slopi in stebri in lessen pobarvan strop iz 13. stoletja
- Cerkev svetega Mihaela, Hildesheim ima podobne značilnosti kot za načrt cerkve svetega Galla.

### Politike
Karla Velikega je kronal papež v stari baziliki sv. Petra na božični dan leta 800, da bi ponovno vzpostavil stari rimski imperij. Politični nasledniki Karla Velikega so še naprej vladali večjemu delu Evrope, s postopnim nastankom ločenih političnih držav, ki so se na koncu zvarile v narode, bodisi zaradi zvestobe ali poraza, kot je nemško kraljestvo, iz katerega je nastalo Sveto rimsko cesarstvo. Vdor v Anglijo, ki ga je leta 1066 izvedel normanski vojvoda Viljem, je povzročil gradnjo tako gradov kot cerkva, ki so okrepile navzočnost Normanov. Več pomembnih cerkva, ki so bile zgrajene v tem času, so vladarji ustanovili kot sedeže vladarske in verske moči ali kraje kronanja in pokopa. Med njimi so Stolnica sv. Dionizija, Saint-Denis, stolnica v Speyerju in Westminstrska opatija (kjer še vedno nekaj ostankov normanske cerkve).
V času, ko so preostale arhitekturne strukture rimskega cesarstva propadale in se je veliko znanja in tehnologije izgubilo, se je gradnja zidanih kupol in rezbarjenje dekorativnih arhitekturnih podrobnosti nadaljevalo, čeprav se je močno spremenil slog od padca Rima, v trajanju Bizantinskega cesarstva. Cerkve iz Konstantinopla in Vzhodne Evrope so močno vplivale na arhitekturo določenih mest, zlasti zaradi trgovine in križarskih vojn. Najpomembnejša zgradba, ki to dokazuje, je bazilika svetega Marka v Benetkah, vendar je veliko manj znanih primerov, zlasti v Franciji, kot sta stolnica svetega Fronta, Périgueux in Stolnica v Angoulême .
Velik del Evrope je prizadel fevdalizem, v katerem so kmetje imeli v posesti zemljo lokalnih posestnikov, ki so jo obdelovali v zameno za vojaško službo. Posledica tega je bila, da so jih lahko pozvali, ne samo za lokalne in regionalne vojne, ampak bi morali sledili svojemu gospodarju in potovati po Evropi do križarskih vojn, če bi to morali storiti. Križarska vojna, leta 1095–1270, je povzročila zelo veliko gibanje ljudi in z njimi idej in trgovskih veščin, zlasti tistih, ki so sodelovali pri gradnji utrdb in obdelavi kovin, potrebnih za orožje, kar je veljalo tudi za opremljanje in dekoracijo stavb. Nenehno gibanje ljudi, vladarjev, plemičev, škofov, opatov, obrtnikov in kmetov je bil kljub regionalnim razlikam pomemben dejavnik pri ustvarjanju homogenosti pri gradnji in prepoznavnem romanskem slogu.
Po karolinškem obdobju je bilo življenje na splošno manj varno. Posledica tega je bila gradnja gradov na strateških točkah, od katerih jih je bilo veliko zgrajenih kot utrdbe Normanov, potomcev Vikingov, ki so leta 911 pod Rollom vstopili v severno Francijo. Politične borbe so povzročile tudi utrditev številnih mest ali rekonstrukcijo in krepitev obzidja, ki je ostalo iz rimskega obdobja. Ena najbolj opaznih utrdb je mesto Carcassonne. Zaprtje mest je prineslo pomanjkanje življenjskega prostora znotraj obzidja, zaradi česar je nastal slog mestne hiše, ki je bil visok in ozek, pogosto obkrožen s skupnimi dvorišči, kot je bil San Gimignano v Toskani.
V Nemčiji so sveti rimski cesarji na strateških točkah in na trgovskih poteh zgradili več rezidenc, utrjenih, v bistvu palač, ne pa gradov. Cesarsko palačo v Goslarju (obnovljeno v 19. stoletju) sta v začetku 11. stoletja zgradila Oton III. in Henrik III., ker je palačo v Gelnhausnu uničil Friderik I. Barbarossa pred letom 1170. Gibanje ljudi in vojske je prineslo tudi gradnjo mostov, od katerih so nekateri ohranjeni, vključno z mostom iz 12. stoletja pri Besalúju v Kataloniji, iz 11. stoletja Puente La Reina v Navarri in Pont-Saint-Bénézet v Avignonu.
- Tower of London (1078). Viljem Osvajalec je zgradil osrednji Beli stolp kot svojo utrdbo in prebivališče.
- Stolnica v Speyerju, ki jo je leta 1030 začel Konrad II, sveti rimski cesar, kot izraz cesarske moči in arhitekturne inovacije
- Castello di Venere, Erice (12.-13. st.), je eden izmed mnogih, ki so ga zgradili Normani na Siciliji v Italiji.
- Mnoga mesta, kot je San Gimignano, so bila obdana z obzidjem, kar je povzročilo stiskanje in gradnjo stolpov.
- Velika dvorana gradu Oakham, Anglija, nekoč utrjeni del gradu normanskega barona.
- Križarski grad, Krak des Chevaliers, Sirija, je bil v glavnem zgrajen v tem obdobju, z zunanjim obzidjem zgrajenim kasneje.

### Religija
V Evropi je konec 11. in 12. stoletja prišlo do izjemne rasti števila cerkva. Veliko teh stavb, velikih in majhnih, ostaja, nekatere skoraj nedotaknjene, druge pa so se v kasnejših stoletjih skoraj spremenile. Vključujejo številne zelo znane cerkve, kot so bazilika svete Marije v Cosmedinu v Rimu, krstilnica v Firencah in bazilika San Zeno v Veroni. V Franciji iz tega obdobja izvirajo znamenite opatije Aux Dames in Les Hommes v Caenu in Mont Saint-Michel ter samostani romarske poti v Santiago de Compostela. Mnoge stolnice so bile ustanovljene že v tistem času, druge pa so se začele kot samostanske cerkve in kasneje postale stolnice. V Angliji večina stolnic temelji v tem obdobju, razen Salisburyja, kjer so se menihi preselili iz normanske cerkve v Old Sarum, in več njih, kot je Canterbury, ki so bile rekonstruirane na mestu saksonskih cerkva. V Španiji je najbolj znana cerkev tega obdobja Santiago de Compostela. V Nemčiji so bili ob Renu in njegovih pritokih številni romanski samostani, predvsem Mainz, Worms, Speyer in Bamberg. V Kölnu, tedaj največjem mestu severno od Alp, je ohranjena zelo pomembna skupina velikih mestnih cerkva. V času, ko se je v Evropi širilo meniško življenje, so se na Škotskem, v Skandinaviji, na Poljskem, Madžarskem, Siciliji, v Srbiji in Tuniziji pojavile romanske cerkve. V križarskih kraljestvih je bilo zgrajenih več pomembnih romanskih cerkva.

#### Monastičnost
Sistem meniškega reda, v katerem verniki postajajo člani reda, s skupnimi vezmi in skupnim redom, ki živijo v medsebojno odvisni skupnosti, ne pa kot skupina puščavnikov, ki živijo v bližini, ampak v bistvu ločeni, je ustanovil menih Benedikt. 6. stoletja. Benediktinski samostani so se za Italijo razširili po vsej Evropi in so bili vedno daleč najštevilnejši v Angliji. Sledil je clunijski red, cistercijani, kartuzijani in avguštinci. V času križarskih vojn so bili ustanovljeni vojaški redi vitezov hospitalcev in vitezov templjarjev.
Velik vir moči v Evropi so bili samostani, ki so včasih delovali tudi kot stolnice in katedrale, ki so imele telesa posvetnih duhovnikov, ki so pogosto živeli v skupnosti. Škofje in opati pomembnih samostanov so živeli in delovali kot knezi. Samostani so bili glavni sedeži učenja vseh vrst. Benedikt je naročil, da se v samostanih poučujejo in izvajajo vse umetnosti. Znotraj samostanov so se knjige prepisovale ročno, malo ljudi izven samostanov je lahko bralo ali pisalo.
V Franciji je bila Burgundija središče meniškega življenja. Ogromen in močan samostan v Clunyju naj bi trajno vplival na razporeditev drugih samostanov in oblikovanje njihovih cerkva. Na žalost je zelo malo ostalo od samostanske cerkve v Clunyju; "Cluny II" obnovljena 963 leta je popolnoma izginila, vendar obstaja dobra ideja o zasnovi "Cluny III" od 1088 do 1130, ki je do renesanse ostala največja stavba v Evropi. Bazilika svetega Sernina v Toulousu, 1080–1120, je ostala nedotaknjena in dokazuje pravilnost romanske zasnove z modularno obliko, masivnim videzom in ponavljanjem preprostega ločnega okna.
- Številne župnijske cerkve po Evropi, kot je ta v Vestre Slidre na Norveškem, imajo romanske osnove.
- Cerkev romanske opatije Sénanque in okoliške samostanske stavbe, Gordes,, Provansa, Francija
- Samostanske cerkve kot je Saint Hadelin v Cellesu, Belgija, so upravljali laični kanoniki.
- Veliko stolnic, kot je v Trierju v Nemčiji, izvira iz tega obdobja, s številnimi poznejšimi dodatki.

#### Romanje in križarske vojne
Eden od učinkov križarskih vojn, ki naj bi izpod islamske kontrole pridobile svete kraje Palestine, je bil vzbuditi velik verski zanos, kar je navdihnilo velike gradbene programe. Plemenitost Evrope se je po varni vrnitvi zahvalila Bogu, tako da je zgradila novo cerkev ali okrepila staro. Tudi tiste, ki se niso vrnili iz križarskih pohodov, bi lahko njihova družina primerno obeležila v kamnitem in zidarskem delu.
Križarska vojna je med drugim pripeljala do prenosa številnih svetih relikvij svetnikov in apostolov. Mnoge cerkve, kot je Saint-Front, Périgueux, so imele svoj dom za svetnika, medtem ko so druge, predvsem Santiago de Compostela, trdili, da imajo ostanke in pokroviteljstvo močnega svetnika, v tem primeru enega od dvanajstih apostolov. Santiago de Compostela, ki je v bližini Galicije (današnja Španija), je postal eno najpomembnejših romarskih mest v Evropi. Večina romarjev je peš potovala po poti svetega Jakoba, mnogi od njih so bili bosi kot znak pokore. Potovali so po eni od štirih glavnih poti, ki so potekale skozi Francijo, zbirajoč se za potovanje v Jumièges, Parizu, Vézelayu, Clunyju, Arlesu in St. Gallu v Švici. Prečkali so dva prelaza v Pirenejih in se združili na ene sami poti, da bi prečkali severozahodno Španijo. Na poti so jih spodbujali tisti romarji, ki so se vrnili s potovanja. Na vsaki od poti, kot so tiste v Moissacu, Toulousu, Roncesvallesu, Conquesu, Limogesu in Burgosu, so poskrbeli ta pretok ljudi in obogateli od menjave trgovine. Saint-Benoît-du-Sault, v provinci Berry, je značilen po cerkvi, ki so bile ustanovljene na romarski poti.
- Cerkev svetega groba, Jeruzalem, veliko romarsko mesto od 4. stoletja dalje, njena rotunda je navdihnila gradnjo številnih romanskih krožnih cerkva.
- Kot v mnogih gradovih, ki so jih zgradili križarji, je bila v tem obdobju v glavnem zgrajena notranja utrdba Krak des Chevaliers v Siriji, s kasnejšimi zunanjimi stenami.
- Samostan Saint Foy, Conques, Francija, je bil eden mnogih, ki so bili zgrajeni ob romarski poti svetega Jakoba do Santiago de Compostela.
- Stolnica v Périgueuxu, Francija, je bila pod vplivom bizantinske arhitekture, ki so jo videli križarji. Sedanji videz je v veliki meri posledica rekonstrukcije Paula Abadieja, sredi 19. st.

## Značilnosti
Splošni vtis, ki ga daje romanska arhitektura, tako v cerkvenih kot v posvetnih stavbah, je masivnost in moč. Za razliko od prejšnje rimske in poznejše gotske arhitekture, v kateri so nosilni konstrukcijski členi stebri, pilastri in loki, je romanska arhitektura, skupaj z bizantinsko arhitekturo, odvisna od zidov ali delov imenovanih slopi (navpična podpora pravokotnega ali mnogokotnega prereza; lahko je členjen, prostostoječ ali izstopajoč iz stene).
Romanska arhitektura je pogosto razdeljena na dve obdobji, znani kot »prva romanika« in »romanika«. Razlika je predvsem v strokovnem znanju, s katerim so bile zgrajene stavbe. Prva romanika je uporabljala stene, manjša okna in neobokane strehe. Večja prefinjenost zaznamuje drugo romaniko, ob večji uporabi oboka in oblečenega kamna.

### Zidovi
Stene romanskih stavb so pogosto debele, z malo in sorazmerno majhnimi odprtinami. Pogosto so dvojne lupine, napolnjene z ruševinami.
Gradbeni material se po Evropi močno razlikuje, odvisno od lokalnih virov in tradicije gradnje. V Italiji, na Poljskem, v večjem delu Nemčije in delih Nizozemske, se na splošno uporablja opeka. Na drugih območjih je bila razširjena uporaba apnenca, granita in kremena. Gradbeni kamen se je pogosto uporabljal v sorazmerno majhnih in nepravilnih kosih, položenih v debelo malto. Gladka kamnita zidava, zid iz klesanca, ni bila značilnost sloga, zlasti v zgodnejšem obdobju, vendar se je pojavila predvsem tam, kjer je bil na voljo apnenec za lažjo obdelavo.
Večina kmečkih stavb romanskega obdobja je bila zgrajena iz lesa ali delno iz lesa. V skandinavskih državah so bile stavbe pogosto v celoti iz lesa, v drugih delih Evrope pa so bile stavbe pollesene, zgrajene z lesenimi okvirji, vmesni prostori pa napolnjeni z ruševinami, rastlinskim materialom ali drugim, ki so jih nato ometali. Kamen so pogosto uporabljali za kleti. Za obrambne zgradbe, kot so gradovi, so bile stene masivne in debele. V celotni romanski arhitekturi so okna po navadi majhna. Splošni vtis romanske arhitekture je solidnost in trdnosti.
- Nepravilno oblikovani grobi bloki in debela malta pri mestni hiši, Montoise. Ta hiša ima izpostavljeno zgornje nadstropje, podprto na kamnitih konzolah.
- Apnenčast zid v enakomernih vrstah v gradu Scarborough. Oporniki nizkega profila so značilni za romansko stavbo.
- Ta hiša v Poreču, Hrvaška, ima rekonstruiran konzolni leseni hodnik, biforo in vodoravne vrste kamna, kar je bilo skupna lastnost.
- Palača Münzenberg ima stene iz ruševin, a rafinirane detajle v svojih oknih, trojni lok vrat in galerijo, iz katere se odpira razgled.

### Oporniki
Zaradi masivne narave romanskih zidov oporniki niso zelo pomembna značilnost, kot so v gotski arhitekturi. Romanske opore so običajno ravnega kvadratnega profila in ne presegajo stene. Pri večladijskih cerkvah, banjastih ali polbanjastih obokih nad stranskimi ladjami so pomagali podpreti ladjo, če je bila obokana.
V primerih, v katerih so bili uporabljeni polbanjasti oboki, so učinkovali kot ločni oporniki. Pogosto se stranke ladje raztezajo skozi dve nadstropji, namesto običajnega enega kot v gotski arhitekturi, da bi bolje podpirali težo obokane ladje. V primeru stolnice v Durhamu so bili uporabljeni zunanji oporniki, vendar so skriti v galeriji triforija.
- Samostan San Vittore alle Chiuse, Genga, Italija, iz neobdelanega kamna, ima tipično trdnjavski videz z majhnimi okni zgodnje romanike.
- Grad Rising, Anglija, prikazuje ploske opore in okrepitev na vogalih stavbe, značilne za gradove in cerkve.
- Cerkev svetega Normandija, Francija, ima kompakten videz s stranskimi ladjami, ki se dvigajo skozi dve nadstropji, ki podpirajo obok.
- Stolnica svetega Albana, Anglija, prikazuje tipične različice narejene iz mnogo romanskih stavb v različnih slogih in material.

### Loki in odprtine
Loki, uporabljeni v romanski arhitekturi, so skoraj vedno polkrožni, za odprtine, kot so vrata in okna, za oboke in za arkade. Široka vrata so navadno nadvišana s polkrožnim lokom, razen kjer so vrata s preklado postavljena v veliko obokano vdolbino in obdana s polkrožno luneto z dekorativnim rezbarstvom. Ta vrata imajo včasih izrezljan sredinski podboj.
Ozka vrata in majhna okna so lahko obdana s trdnim kamnitim križem. Večje odprtine so skoraj vedno obokane. Značilnost romanske arhitekture, tako cerkvene kot domače, je združevanje dveh obokanih oken ali arkadnih odprtin, ločenih s stebrom ali koloneto in pogosto postavljenih v večji lok. Okularna okna so običajna v Italiji, zlasti na fasadnem zatrepu, vidna pa so tudi v Nemčiji. Kasnejše romanske cerkve imajo lahko kolesasto okno ali rozeto in s krogovičjem.
Obstaja zelo majhno število stavb v romanskem slogu, kot sta stolnica v Autunu v Franciji in stolnica Monreale na Siciliji, kjer je obširno uporabljeno obkrožanje lokov, očitno zaradi slogovnih razlogov. Menijo, da gre v teh primerih za neposredno posnemanje islamske arhitekture. Na drugih poznoromanskih cerkvah, kot sta stolnica v Durhamu in Cefalù, je bil poudarjeni lok uveden kot konstrukcijska naprava v rebrastih obokih. Njegova rastoča uporaba je bila ključnega pomena za razvoj gotske arhitekture.
- Notranjost gradu Rochester, ki prikazuje galerije v notranjih stenah in arkado, ki ločuje veliko dvorano.
- San Gimignano: loža na Piazza Duomo.
- Broletto pri Comu ima serijo arkad, zunanja stran s barvnimi sklepniki, ki podpirajo leseno streho na nosilcih.
- Križni obok zgornje arkade Palazzo della Ragione, Padova.

### Arkade
Arkada je vrsta lokov, podprta s slopi ali stebri. Pojavljajo se v notranjosti velikih cerkva, ločujejo glavno ladjo od stranskih in v velikih posvetnih prostorih, kot je velika dvorana gradu, kjer podpirajo strešno konstrukcijo ali zgornje nadstropje. Arkade se pojavljajo tudi v samostanih in atrijih, ki obdajajo odprt prostor.
Arkade se lahko pojavijo tudi na nadstropjih. Medtem ko je arkada samostana običajno enostopenjska, je arkada, ki deli cerkev glavne in stranskih ladij, običajno v dveh stopnjah, s tretjo stopnjo okenskih odprtin, ki se imenuje svetlobno nadstropje. Arkade v velikem obsegu na splošno ustrezajo strukturnemu namenu, vendar se uporabljajo tudi, običajno v manjšem obsegu, kot dekorativni element, tako znotraj kot zunaj, kjer je to pogosto »slepa arkada« s samo zidom ali ozkim prehodom za njim.
- Atrij in arkadni narteks v Sant'Ambrogio, Milano, Italija, je skladna sestava podobnih lokov.
- Fasada Notre Dame du Puy Francija, ima bolj zapleteno ureditev raznovrstni loki: vrata različnih širin, slepe arkade, okna in odprte arkade.
- Samostanska cerkev svete Gertrude, Nivelles, Belgija uporablja dobro gredi belgijskega marmorja, ki določajo izmenične slepe odprtine in okna. Zgornja okna so podobno razdeljena na dve odprtini s koloneti uporablja fine gredi belgijskega marmorja, ki določajo izmenične slepe odprtine in okna. Zgornja okna so podobno razdeljena na dve odprtini s koloneti.
- Stolnica v Wormsu, Nemčija, prikazuje veliko različnih odprtin in arkad, vključno s kolesi in rozeto, številnimi majhnimi preprostimi okni, galerije in lombardskimi vplivi.
- Južni portal samostana Saint-Pierre, Moissac, Francija, ima kvadratna vrata, deljena z okrašenim stebrom, ki jih premaga izrezljani timpanon in postavi v obsežni obokani verandi.

### Slopi
V romanski arhitekturi so bili slopi pogosto uporabljeni za podporo lokov. Zgrajeni so bili iz zidakov, kvadratnega ali pravokotnega prereza, ki so na splošno imeli vodoravno obliko, ki predstavlja glavno mesto na izstopajočem loku. Včasih so slopi obdani z navpičnimi snopi, na ravni podnožja pa imajo lahko tudi horizontalne letve.
Čeprav so v bistvu pravokotni, so slopi pogosto lahko zelo kompleksne oblike, s pol-segmenti velikih votlih stebrov na notranji površini, ki podpirajo lok ali skupina manjših jaškov, ki se v oboku ali loku nadaljujejo kot rebra ali oproge.
Slopi na stičišču dveh velikih lokov, kot so tisti pod križiščem ladje in transepta, so po navadi križni slopi, sestavljen iz kvadratičnega jedra s po enim pravokotnim dodatkom na vsaki strani. Vsak lok ima lasten podporni pravokoten slop pod pravim kotom na drugega.

### Stebri
Stebri so pomembna strukturna značilnost romanske arhitekture. Kolonete, majhni vitki stebri, navadno dekorativni, ki podpirajo žarek ali preklado se uporabljajo tudi strukturno in za dekoracijo. V Italiji so pogosto uporabljali monolitne stebre, izrezane iz enega samega kamna, kot v rimski in zgodnjekrščanski arhitekturi. Uporabljali so jih, zlasti v Nemčiji, ko so se menjavali z bolj masivnimi slopi. Arkadni stebri, izrezani iz posameznih kosov, so prav tako pogosti v strukturah, ki ne nosijo velikih mas zidov, kot so križni hodniki, kjer so včasih v parih.

#### Rešeni stebri
V Italiji je bilo v tem obdobju rešenih in ponovno uporabljenih veliko antičnih rimskih stebrov v notranjosti in na portikih cerkva. Najbolj trpežni od teh stebrov so marmorni in imajo kamen vodoravno podložene. Večina je vertikalno zasidranih in včasih različnih barv. Lahko so ohranili svoje prvotne rimske kapitele, običajno v korintskem ali rimskem kompozitnem slogu. Nekatere zgradbe, kot je Santa Maria v Cosmedinu in atrij v San Clemente v Rimu, imajo lahko čuden izbor stebrov, kjer so veliki kapitali na kratkih stebrih, majhni kapiteli pa so postavljene na višje stebre. Takšni arhitekturni kompromisi so vidni tam, kjer so bili materiali rešeni iz številnih stavb. V Franciji so se rešeni stebri uporabljali v manjši meri.

#### Bobnasti stebri
V večjem delu Evrope so bili romanski stebri masivni, saj so podpirali debele zgornje stene z majhnimi okni in včasih težkimi oboki. Najpogostejša metoda gradnje je bila, da so jih zgradili iz kamnitih valjev, imenovanih bobni, kot v kripti v stolnici v Speyerju.

#### Votli stebri z jedrom
Kjer so bili zahtevani res masivni stebri, kot so tisti v stolnici v Durhamu, so bili zgrajeni iz kamnitega zidu in je bilo votlo jedro napolnjeno z ruševinami. Ti ogromni nezapleteni stebri so včasih okrašeni z zarezami.

#### Alternacija
Skupna značilnost romanskih zgradb, ki se pojavljajo tako v cerkvah kot v arkadah, ki ločujejo velike notranje prostore gradov, je menjava slopov in stebrov.
Najpreprostejša oblika je, da je steber med vsakim sosednjim slopom. Včasih so stebri večkratnik dveh ali treh. V svetem Mihaelu v Hildesheimu, se v ladji pojavi shema A B B A, medtem ko se v transeptih vidi sprememba A B.
V Jumiègesu so visoki bobni stebrov med slopi, od katerih vsak polsteber podpira lok. Na to temo je veliko različic, predvsem v Durhamu, kjer so slopi izjemno bogati, ogromni zidani stebri pa globoko zarezani z geometrijskimi vzorci.
Pogosto je bila ureditev zapletena zaradi zapletenosti samih slopov, tako da se niso menjavali slopi in stebri, temveč slopi povsem drugačnih oblik drug od drugega, kot na primer Sant 'Ambrogio v Milanu, kjer je narava oboka je narekovala, da so eni slopi veliko težji od drugih vmesnih in so zato veliko večji.
- Sveti Mihael, Hildesheim, kaže dva stebra med slopoma.
- Stolnica v Mainzu, Nemčija, ima pravokotne slope in morda najzgodnejši primer notranjega dviga 3 stopenj. (gotsko obokanje)
- Samostan Malmesbury, Anglija, ima votle jedrne stebre, verjetno napolnjene z ruševinami. (gotsko obokanje)
- Stolnica Santiago de Compostela, Španija, Imavelike bobnaste stebre s pritrjenimi služniki za podporo banjastim obokom.
- Stolnica v Durhamu. Anglija, ima okrašene zidane stebre, ki se izmenjujejo s slopi iz gruč, ki podpirajo najzgodnejša visoka rebra.

#### Kapiteli
Rastlinski korintski slog je navdih za številne romanske kapitele in natančnost, s katero so bili izrezljani, je bila zelo odvisna od razpoložljivosti originalnih modelov, tistih v italijanskih cerkvah, kot so stolnica v Pisi ali cerkev Sant'Alessandro v Lucci in v južni Franciji. mnogo bližje klasičnemu od tistih v Angliji.
Korintski kapiteli so v bistvu okrogli na dnu, kjer sedijo na krožnem stebru in kvadratni na vrhu, kjer podpirajo steno ali lok. Ta oblika kapitela se je ohranila v splošnih razmerjih in orisih romanskega kapitela. To je bilo doseženo najbolj preprosto z rezanjem pravokotne kocke in odvzemanjem štirih spodnjih vogalov pod kotom, tako da je bil blok kvadraten na vrhu in osmerokoten na dnu, kot je mogoče videti pri v Hildesheimu. Ta oblika je poskrbela za široko paleto površinskih obdelav, včasih rastlinskih v posnemanju vira, vendar pogosto figurativnih. V severni Evropi so rastlinski kapiteli po navadi bolj podobni zamotanosti iluminiranih rokopisov kot klasičnim virom. V delih Francije in Italije obstajajo močne povezave s prebodenimi kapiteli bizantinske arhitekture. V figurativnih kapitelih je prikazana največja izvirnost. Medtem ko so nekateri odvisni od iluminiranih rokopisov svetopisemskih prizorov in upodobitev zveri in pošasti, so drugi živahni prizori legend o lokalnih svetnikih.
Kapiteli, ki so ohranili obliko kvadratnega vrha in okroglega dna, so bili pogosto stisnjeni v malo več kot izbočeno obliko blazine. To velja zlasti za velike zidane stebre ali za velike stebre, ki se izmenjujejo s slopi kot pri Durhamu.
- Enostavni kapitel dorske oblike, ki podpira mozarabski lok, cerkev São Pedro de Lourosa, Portugalska
- Korintski kapitel z antropomorfnimi detajli, stolp v Pisi, Italija
- Korintski kapitel z bizantinskim okrasom in izrezljani, San Martín de Tours, Palencia
- Kapital poenostavljene konkavne korintske oblike z naslikanim abakusom, preprost okras in izrazit anulet. Cerkev Santa Maria, San Martín de Castañeda, Španija
- Kapitel kubične oblike z abakusom, konkavno doseretno in kabelsko dekoracijo, ki jo definira barva. Herina. Kapiteli te oblike so pogosto okrašeni z barbarskimi rezbarijami listja in mitskim bitji.
- Korintski kapitel okrašen s prepletenimi zvermi iz irskih rokopisov . Samostan Grande-Sauve, Francija
- Kapital amorfne oblike, ki presega skupino stebrov. Figurativno rezbarija prikazuje krilatega hudiča, ki usmerja Heroda, da zakolje nedolžne. Samostan San Juan de Duero, Soria, Španija

### Oboki in streha
Večina stavb ima lesene strehe, večinoma preprosto paličje raznih oblik. Paličje streh je včasih obdano z lesenim stropom v treh delih, kot sta tista, ohranjena v stolnici Ely in Peterboroughška stolnica v Angliji. V cerkvah so pogosto obokane stranske ladje, glavna ladja pa je pokrita z lesom, tako kot pri Peterboroughu in Elyju. V Italiji, kjer so odprte lesene strehe in se v povezavi z oboki pogosto pojavljajo vezni nosilci, je bil les pogosto okrašen kot v San Miniato al Monte v Firencah.
Kamniti ali opečni oboki so imeli več različnih oblik in so v tem obdobju pokazali izrazit razvoj, ki se je razvil v poudarjen rebrasti lok, značilen za gotsko arhitekturo.
- Banjast obok v gradu Loarre, Španija.
- Rebrast obok gradu Newcastle, Anglija.
- Portal gradu Colchester, Anglija.

#### Banjasti oboki
Najenostavnejša vrsta obokane strehe je banjast obok, v katerem se ena sama obokana površina razteza od stene do stene po dolžini prostora, ki ga je treba obokati. Pomemben primer, ki je ohranjen na srednjeveški sliki, je obok Saint-Savin-sur-Gartempe, Francija, iz začetka 12. stoletja. Vendar pa je bilo treba banjast obok običajno podpreti s trdnimi zidove ali zidovi, na katerih so bila okna zelo majhna.

#### Križni obok
Križni oboki se pojavljajo v zgodnjih romanskih zgradbah, predvsem v stolnici v Speyerju, kjer je bil visok obok okoli leta 1060 let narejen v romanski arhitekturi tega tipa čez široko ladjo. V poznejših stavbah, kjer se uporabljajo rebrasti oboki, se za slabše vidne in manjše oboke najpogosteje uporabljajo križni oboki, predvsem v kriptah in stranskih ladjah. Križni obok je skoraj vedno kvadratne oblike in je sestavljen iz dveh banjastih obokov, ki se križata pod pravim kotom. Za razliko od rebrastega oboka je celoten lok konstrukcijski del. Križni obok je pogosto ločen s prečno obokanimi rebri nizkega profila kot vi Speyerju in Santiago de Composteli. V Sainte Marie Madeleine, Vézelay, so rebra kvadratnega prereza, močno projicirana in pobarvana.

#### Rebrasti obok
V 12. stoletju so se začeli uporabljati rebrasti oboki. V rebrastih obokih niso le rebra, ki prečno prekrivajo obokano področje, temveč ima vsaka obokana reža diagonalna rebra, ki sledijo isti smeri kot križ v križnem oboku. Medtem ko je v križnem oboku, obok sam konstrukcijski del, so v rebrastem oboku rebra strukturni členi, prostori med njimi pa se lahko napolnijo z lažjim, nestrukturnim materialom.
Ker so romanski loki skoraj vedno polkrožni, je konstrukcijski in oblikovalski problem, ki je značilen za rebrasti obok, da je diagonalni razpon večji in zato višji od prečnega razpona. Romanski graditelji so uporabili številne rešitve tega problema. Ena izmed njih je bila sredinska točka, kjer so se diagonalna rebra stikala kot najvišja točka, kamor so vgradili sklepnik. Ta rešitev je bila uporabljena v Italiji v San Michele, Pavia in Sant 'Ambrogio v Milanu.
Rešitev, ki je bila uporabljena v Angliji, je bila, da je prečno rebro štrlelo, pri čemer je ohranilo vodoravno centralno črto do strehe, kot pri banjastem oboku. Tudi diagonalna rebra so lahko potisnjena, rešitev, ki se uporablja na šestpartitnih obokih v samostanu Saint-Étienne in samostanu Sainte-Trinité v Caenu, Francija, pozno 11. in v začetku 12. stoletja.

#### Poudarjeno ločno rebro
Težave, ki so se pojavljale v strukturi in izgledu obokov, so bile rešene pozno v romanskem obdobju z uvedbo poudarjenih ločnih reber, kar je omogočilo, da se višina diagonalnih in prečnih reber spreminja sorazmerno. Ta rebra so se prvič pojavila v prečnih rebrih obokov v stolnici v Durhamu v severni Angliji in sicer od leta 1128. To je stolnica z velikimi romanskimi razsežnostmi in videzom, vendar so njeni graditelji uvedli več strukturnih značilnosti, ki so bile nove za arhitekturno zasnovo in pozneje značilne značilnosti gotike. Druga gotska strukturna značilnost uvedena v Durhamu, je ločni opornik. Vendar pa so ti skriti pod strehami stranskih ladij. Najzgodnejša uporaba poudarjenega ločnega rebra v Franciji je v narteksu La Madeleine, Vézelay, iz leta 1130. Kasneje so bili uporabljeni z razvojem gotskega sloga na vzhodnem koncu bazilike svetega Denisa v Parizu leta 1140. Zgodnji rebrasti obok v romanski arhitekturi na Siciliji je v stolnici v Cefalù.

#### Kupole
See also: History of Medieval Arabic and Western European domes § Holy Roman Empire
Kupole v romanski arhitekturi na splošno najdemo v križiščnih stolpih na stičišču cerkvene ladje in transeptov, ki so vidne navzven. Ta stolpasta zgradba, ki se imenuje tiburio, ima blizu strehe pogosto slepe arkade.  Romanske kupole so praviloma osmerokotne oblike in uporabljajo kotne trompe, da prevedejo kvadratni prerez v primerno osmerokotno obliko. Osmerokotne kupole se pojavljajo »v povezavi z bazilikami skoraj po vsej Evropi« med 1050 in 1100.  Natančna oblika se razlikuje od regije do regije.
- Poslika banjast obok v samostanski cerkvi Saint-Savin-sur-Gartempe je podprt z visokimi marmoriranimi stebri.
- Ladja lizbonske stolnice je prekrita z vrsto prečnih banjastih obokov, ki so ločeni s prečnimi loki in ima zgornjo obokano galerijo (triforij).
- Cerkev sv. Philiberta, Tournus, ima vrsto prečnih banjastih obokov, podprtih na poudarjenih ločnih rebrih.
- Stranska ladja samostanske cerkve v Mozacu ima strope, ki so križno obokani.
- Stranski ladji v stolnici Peterborough so štiristranski rebrasti oboki. (Ladja ima star lesen strop.)
- Rebrasti oboki v Saint-Étiennu v Caenu so šestpartitni in se raztezajo v dveh poljih ladje.
- Križiščše stolnice v Speyerju, Nemčija, ima kupolo na trompah.

## Sakralna arhitektura

### Tloris
Številne župnijske cerkve, samostanske cerkve in stolnice so zgrajene v romanskem slogu ali pa so bile prvotno zgrajene v romanskem slogu in so jih kasneje spremenili. 
Najenostavnejše romanske cerkve so dvoranske cerkve s projicirano apsido na koncu prezbiterija ali včasih, zlasti v Angliji, projiciranega pravokotnega prezbiterija, ki je lahko okrašen z okrasnimi vodoravnimi zidci. Bolj ambiciozne cerkve imajo stranske ladje, ki so od glavne ladje ločene z arkadami.
Samostanske cerkve in stolnice imajo običajno tloris latinskega križa. V Angliji je lahko podaljšek proti vzhodu dolg, v Italiji pa je pogosto kratek ali ga ni, cerkev pa ima T-tloris, včasih z apsidami na koncih transepta in na vzhodu. V Franciji je videti, da je bila cerkev sv. Fronte, Périgueux, oblikovana po baziliki svetega Marka v Benetkah ali bizantinski cerkvi svetih Apostolov in ima tloris grškega križa s petimi kupolami. V isti regiji je stolnica Angoulême cerkev brez stranskih ladij v tlorisu latinskega križa, ki je bolj običajna v Franciji, vendar je tudi pokrita s kupolami. V Nemčiji so romanske cerkve pogosto značilne oblike, z apsidama na vzhodu in zahodu, glavni vhod pa je na sredini na eni strani. Verjetno je, da je ta oblika prišla v krstilnico na zahodnem koncu.
OPOMBA: Spodnji načrti ne prikazujejo zgradb v trenutnih razmerah.
- Tloris samostanske cerkce svetega Galla, Švica
- Stolnica v Speyerju
- Stolnica v Autunu, Francija
- Stolnica v Angoulême
- Stolnica v Elyju
- Stolnica Santiago de Compostela
- Bazilika svetega Izidorja, León, Španija
- Stolnica v Modeni

Samostanska cerkev svetega Galla, Švica, prikazuje tloris, ki naj bi postal običajen po vsej germanski Evropi. Gre za latinski križ s sorazmerno dolgo ladjo in kratkimi transepti ter vzhodnim koncem, ki je apsida. Ladja ima več delov, vendar kor in transepta ne. Ima apsidni zahodni konec, ki naj bi postal značilnost cerkva v Nemčiji, kot je stolnica v Wormsu. Stolnica v Speyerju v Nemčiji ima obokano ladjo s stranskima ladjama, s kupolami na prehodu k vzhodu, ki se zaključi v apsidalnem prezbiteriju. Značilna germanska značilnost je prisotnost stolpov, ki uokvirjajo prezbiterij in zahodni konec. Poudarek je na zahodnem vhodu, imenovanem westwerk, ki ga vidimo v številnih drugih cerkvah. Vsaka obočna pola pokriva dva loka ladje.
V stolnici v Autunu, Francija, se vzorec obokov glavne ladje in stranskih razteza čez križišče in v prezbiterij. Vsaka ladja je na oboku ločena s prečnim rebrom. Vsak transept projicira v širino dve ladijski poli. Vhod je opremljen z narteksom, ki zasenči glavni portal. Ta vrsta vhoda naj bi bila izdelana v gotskem obdobju na transeptih v Chartresu. Stolnica v Angoulême, Francija, je eden od številnih primerov, na katere so vplivale bizantinske cerkve Konstantinopla, v katerem so glavni prostori pokriti s kupolami. Ta struktura je zahtevala uporabo zelo debelih zidov in masivnih slopov, iz katerih izvirajo kupole. Okrog apside se razprostirajo kapelice, ki so značilno francoska posebnost.
Kot je bilo običajno v Angliji, je bila stolnica v Elyju benediktinski samostan, ki je služil samostanski in posvetni funkciji. Da bi to olajšali je kor ali prezbiterij daljši kot je običajno v Evropi, prav tako so stranske ladje transeptov vsebovale kapelice. V Angliji je bil poudarek na usmeritvi kapel na vzhod. Zelo veliki slopi na križišču pomenijo, da je bil tu nekoč stolp. Zahodni konec z dvema okroglima stolpoma, ki obkrožata visok osrednji stolp, je bil edinstven v Veliki Britaniji. Stolnica v Elyju ni bila nikoli obokana in je obdana z lesenim stropom nad ladjo.
Stolnica v Santiagu de Compostela ima številne podobnosti s tisto v Elyju, vendar je navadno španska v svojem razkošnem videzu. Santiago je imel telo svetega Jakoba in je bilo najpomembnejše romarsko mesto v Evropi. To odsevajo narteks, ladje, veliki transepti s stranskimi ladjami in številne štrleče kapele. Svetišče je kratko, v primerjavi z Ely, oltar je postavljen tako, da hkrati omogoča jasen pogled na veliko kongregacijo.
Stolnica v Modeni prikazuje tipično italijanski romanski tloris, ki je zaradi arhitekturne podobnosti z rimskimi bazilikami pogosto arhitekturno imenovan bazilika.

### Deli
V prerezu je značilna cerkev z glavno ladjo s po eno stransko na obeh straneh. Glavna in stranske ladje so ločene z arkadami, ki se prenašajo na slopih ali stebrih. Streha stranske ladje in zunanje stene pomagajo utrjevati zgornje stene in obok glavne ladje, če so prisotne. Nad stropom stranske ladje je vrsta oken, ki so znana kot svetlobno nadstropje, ki daje glavni ladji lahkotnost. V romanskem obdobju se je iz dvofaznega dviga razvil trifazni dvig, v katerem je empora, znana kot triforij, med arkado in svetlobnim nadstropjem. Ta se razlikuje od preprostih slepih arkad, ki krasijo stene, do ozkega arkadnega hodnika, do popolnoma razvite druge etaže z vrsto oken, ki osvetljujejo emporo. [24
- Ta risba predstavlja rekonstrukcijo Dehia po videzu romanske stolnice v Konstanzi pred spremembami v gotskem slogu. Ima značilno višino glavne in stranskih ladij z lesenimi stropi in apsidnim vzhodnim koncem.
- Ta dvih ladje v samostanu Arnsburg, Nemčija, kaže tipično ureditev ladijske arkade, aisle, svetlobnega nadstropja in rebrastega oboka
- Zunanjost stolnice v Peterboroughu.

### Vzhodni del cerkve in stolnice
Vzhodni konec romanske cerkve je skoraj vedno polkrožen, bodisi z visokim korom, ki ga obdaja ambulatorij kot v Franciji ali kvadraten, iz katerega izhaja apsida kot v Nemčiji in Italiji. Kjer obstajajo kvadratni zaključki v angleških cerkvah, so na njih verjetno vplivale anglosaške cerkve. Stolnici Peterborough in Norwich sta ohranili okrogle konce v francoskem slogu. Vendar pa so v Franciji preproste cerkve brez apside in brez dekorativnih elementov zgradili cistercijani, ki so prav tako zgradili veliko stavb v Angliji, pogosto na oddaljenih območjih.
- Podeželska cerkev São Pedro de Lourosa, Portugalska, zgrajena v 10. stoletju ima preprost kvdraten vzhodni konec.
- Majhna cerkev v Saint-Pierre Xhignesse, Belgija, ima polkrožen zaključek enake višine kot kor in ladja..
- Stolnica Santa Maria d'Urgell, Španija, ima apsidalni vzhodni konec nižji glede na kor in okrašen z arkadami po robom strehe. Ta oblika je bila značilna za Italijo in Nemčijo.
- Samostan Sant'Antimo ima visok apsidalni konec z ambulatorijem in z majhnimi apsidami.
- Saint-Étienne, Nevers, prikazuje okrogli prezbiterij z ambulatorijem, apsidalnimi kapelami in močno izraženimi transepti.

### Fasada in zunanji okras cerkve in stolnice
Romanske cerkvene fasade, običajno na zahodnem koncu stavbe, so pogosto simetrične, imajo velik osrednji portal, ki je značilno okrašen z zidcem ali verando in razporejena obokana okna. V Italiji je pogosto samo eno osrednje okno ali kolesno okno. Skupna dekorativna funkcija je arkada.
Manjše cerkve imajo pogosto en stolp, ki je običajno postavljen na zahodni konec v Franciji ali Angliji, bodisi centralno bodisi na eni strani, medtem ko imajo večje cerkve in stolnice pogosto dva.
V Franciji Saint-Étienne, Caen, predstavlja model velike francoske romanske fasade. Gre za simetrično razporeditev glede na ladje, ki je obdana z dvema visokima stolpoma, od katerih ima vsak dva opornika nizkega ravnega profila, ki fasado deli na tri vertikalne enote. Najnižja stopnja je označena z velikimi vrati, vsaka so postavljena v loku v vsakem od treh navpičnih odsekov. Širši osrednji del ima dva sloja treh enakih oken, v zunanjih delih pa dva sloja posameznih oken, ki poudarjata maso stolpov. Stolpi se dvigujejo nad fasado skozi tri nadaljnje sloje, najnižji od visokih slepih arkad, naslednji pa z arkadami, ki jih prebijata dve ozki okni in tretji od dveh velikih oken, razdeljenih na dve svetlobni odprtini s koloneto.
To fasado je mogoče razumeti kot temelj za mnoge druge zgradbe, vključno s francoskimi in angleškimi gotskimi cerkvami. Medtem ko je oblika značilna za severno Francijo, so bile njene različne sestavine skupne mnogim romanskim cerkvam v obdobju po Evropi. Podobno fasado najdemo na Portugalskem. V Angliji je stolnica Southwell ohranila to obliko, kljub temu, da je med stolpi vgrajeno veliko gotsko okno. Lincoln in Durham sta morala nekoč izgledati tako. V Nemčiji ima Limburška stolnica bogato paleto odprtin in arkad v horizontalnih nadstropjih različnih višin.
Cerkve San Zeno, Verona in San Michele, Pavia, predstavljata dve vrsti fasade, ki sta značilni za italijansko romaniko, to, kar razkriva arhitekturno obliko stavbe in tisto, ki jo skriva. V San Zenu so elementi glavne in stranskih ladij jasno razvidni iz vertikalnih služnikov, ki se dvigajo na raven osrednjega zatrepa in zaradi različnih streh. V San Miniato al Monte je definicija arhitekturnih delov še jasnejša zaradi večbarvnega marmorja, značilnega za številne italijanske srednjeveške fasade, zlasti v Toskani. V San Micheleju je navzočnost vertikalne poudarjenosti kot pri San Zenu, vendar so strešne linije zasenčene za enim velikim zatrepom, okrašenim s stopničastimi arkadami. V Santa Maria della Pieve v Arezzu, se ta projekcija izvaja še dlje, saj je strešna linija vodoravna, arkadne pa se dvigajo na več različnih ravneh, koloneti, ki jih podpirajo, pa imajo zelo raznoliko dekoracijo.
V Porenju in na Nizozemskem je prevladala karolinska oblika zahodnega konca, znana kot westwerk. Stolpi in apsida zahodnega konca so pogosto vključeni v večnadstropno zgradbo, ki ima malo strukturno ali vizualno povezavo s stavbo za njo. Ti westwerki imajo veliko različnih oblik, kot jih lahko vidimo v opatiji Maria Laach, sveta Gertruda v Nivellesu in bazilika svetega Servacija v Maastrichtu.
- Stara stolnica v Coimbri, Portugalska, je podobna trdnjavi s parapetom. Dve centralni odprtini sta globoko vstavljeni.
- Cerkev St. Trophime, Arles, Francija. Okras je osredotočen na verando in izklesan Kristus v slavi na timpanonu, značilnem za francoske stolnice.
- Cerkev San Zeno, Verona, Fasada je lepo razdeljena navpično in vodoravno. V Italiji je značilno osrednje okno in majhna veranda s stebri, ki stoji na ležečih levih.
- Stolnica v Pisi, Italija. Celotna stavba je obdana z belim in sivim marmornim trakom. Na fasadi je ta vzorec prekrit z arhitektonsko dekoracijo slepih arkad, pod stebriči pritlikavih galerij. Vsi trije portali so postali vse pogostejši.
- Samostanska cerkev, Empoli, Italija, predstavlja fasado zaslona. Barvna marmorna dekoracija deli fasado na območja, hkrati pa daje malo naznanil arhitekturni obliki za njo.
- Stolnica Angoulême, Francija. Fasada, bogato okrašena z arhitektonskimi in kiparskimi oblikami, ima veliko skupnega s tisto pri Empoliju, ker kaže obliko zgradbe za njo.

- Saint-Étienne, Abbaye aux Hommes, Caen, Francija, 11. stoletje, s svojimi visokimi stolpi, s tremi portali in urejeno definicijo arhitekturnih oblik je postala model za fasade mnogih kasnejših stolnic po Evropi. stolpa sta iz 14. st.
- Stolnica Southwell, Anglija, 1120, sledi normanskemu modelu s piramidnimi kovinami, kot so bili verjetno v Saint-Étiennu.  Perpendicular okno in parapet sta gotska.
- Lisbonska stolnica, Portugalka, 1147, ima podobno obliko kot stara stolnica v Coimbri z dodatkom dveh močnih zvonikov na normanski način in kolesno okno.
- Limburška stolnica, Nemčija. Fasada, c. 1200, z večbarvnim ometom, sledi modelu dvojnega stolpa, ki ga najdemo na številnih cerkvah Porenja. Okno rozeta ima krogovičje, stolpa pa so renške čelade.
- Zahodna fasada opatije Maria Laach, Nemčija 12. stoletje, (vhod 1225) je tipično nemša, oblika ki sega v karolinško arhitekturo z združenimi stolpi različnih tlorisov in tako s svečam podobnimi kot tudi reniskimi čeladami.
- Parmska stolnica, Italija, 1178, ima fasado, okrašeno z galerijami. V središču je odprta veranda, na kateri je slavnostni balkon. Stolp (gotski 1284) je kot običajno v Italiji ločena struktura.

### Cerkveni stolpi
Stolpi so bili pomembna značilnost romanskih cerkva in veliko jih še vedno stoji. Imajo različne oblike: kvadratne, okrogle in osmerokotne in so drugače postavljene glede na zgradbo cerkve v različnih državah. V severni Franciji naj bi dva velika stolpa, kot sta na primer v Caenu, postala sestavni del fasade katere koli velike opatije ali samostana. V osrednji in južni Franciji je to bolj spremenljivo in velike cerkve imajo lahko en stolp ali osrednji stolp. Velike cerkve v Španiji in na Portugalskem imajo običajno dva stolpa.
Številni francoski samostani, kot npr. v Clunyju, so imeli številne stolpe različnih oblik. To je običajno tudi v Nemčiji, kjer so apside včasih uokvirjali s krožnimi stolpi in križišče, ki je bilo nadgrajeno z osmerokotnim stolpom kot v stolnici v Wormsu. Veliki pari stolpov s kvadratnim tlorisom se lahko pojavijo tudi na koncih transeptov, kot so tisti v stolnici Tournai v Belgiji. V Nemčiji, kjer se pogosto pojavljajo štirje stolpi, imajo pogosto zvonike, ki so lahko štiri ali osem stranski ali značilno renško čelado, ki jo vidimo na stolnicah v Limburgu ali Speyerju. Prav tako je običajno videti zvončaste ali čebulaste stolpe v baročnem obdobju, ki obvladujejo romanske stolpe v srednji in vzhodni Evropi.
V Angliji so za velike samostane in stolnice namenili tri stolpe, osrednji stolp pa je bil najvišji. To pogosto ni bilo mogoče doseči s počasnim procesom gradnje in v mnogih primerih zgornji deli stolpa niso bili dokončani še stoletja kasneje kot v Durhamu in Lincolnu. V stolnici v Durhamu, Exetru, Southwell, Norwichu in Tewkesburyju obstajajo veliki normanski stolpi. Takšni stolpi so bili v poznem srednjem veku pogosto zgrajeni z gotskim zvonikom iz lesene konstrukcije, prekrite s svincem, bakrom ali skodlami. V primeru stolnice v Norwichu je ogromen, bogato okrašen stolp iz 12. stoletja dobil zidan zvonik iz 15. stoletja, ki se je dvignil na višino 97,5 m in je ostal do danes.
V Italiji so stolpi skoraj vedno samostojno stoječi in položaj pogosto narekujejo značilnosti kraja, ne pa estetike. Tako je v skoraj vseh velikih in majhnih italijanskih cerkvah, razen na Siciliji, kjer so normanski vladarji zgradili številne cerkve in so po videzu bolj francoske.
Praviloma so veliki romanski stolpi kvadratni z vogalnimi podporami nizkega profila, ki se dvigujejo brez zmanjševanja skozi različne faze. Stolpi so običajno označeni z jasno določenimi stopnjami po horizontalnih poteh. Ko se stolpi dvigajo, se število in velikost odprtin povečuje, kot je razvidno iz stolpa transepta stolnice Tournai, kjer sta dve ozki reži na četrti ravni z vrha postali eno okno, nato dve okni, nato tri okna najvišji ravni. Takšna ureditev je še posebej opazna na stolpih italijanskih cerkva, ki so običajno zgrajene iz opeke in nimajo drugega okrasja. Dva odlična primera se pojavita v Lucci, v cerkvi San Frediano in v stolnici. Opazen je tudi v Španiji.
V Italiji obstajajo številni prostostoječi stolpi, ki so okrogli, najbolj znan je poševni stolp v Pisi. V drugih državah, kjer se pojavljajo krožni stolpi, kot na primer v Nemčiji, se običajno združijo in pogosto obdajajo apsido. Krožni stolpi so v Angliji neobičajni, vendar se pojavljajo v celotnem zgodnjem srednjem veku na Irskem.
Na križiščih so se pogosto uporabljali mnogokotni stolpi, ki se pojavljajo v Franciji, Nemčiji, Italiji in Španiji, kot je npr. Stara stolnica v Salamanci, ki jo pokriva kupola na rebrastem oboku.
Manjše cerkve so včasih imele zvonike na preslico namesto stolpov, kar je po mnenju nekaterih avtorjev značilno za preprostost velike arhitekture v romanskem slogu.
- Stolp bazilike San Frediano, Lucca, ima odprtine, ki so številčne, značilne za italijanski in španski romanski zvonik San Estebán, Segovia,
- Dvojni stolpi, kot so v samostanu Plankstetten, so značilnost Bavarske in srednjeevropske cerkvene arhitekture. cerkev svetega Jakoba, Lebeny
- Osmerokotni stolp nad križiščem opatije Cluny je vplival na izgradnjo drugih poligonalnih stolpov v Franciji, Španiji in Nemčiji. opatija Maria Laach
- Največji romanski križični stolp je v samostanu Tewkesbury v Angliji, kjer so značilni veliki križični stolpi.
- Poševni stolp v Pisi obkrožen z arkadami je najbolj znan (in najbolj bogato okrašen) od številnih krožnih stolpov v Italiji.

### Portali
Romanske cerkve imajo običajno en portal, ki je centralno postavljen na zahodni fasadi, osredotočen na dekoracijo fasade stavbe. Nekatere cerkve, kot so Saint-Étienne, Caen, (11. stoletje) in stolnica v Pisi (konec 12. stoletja), so imele tri zahodne portale v obliki zgodnjekrščanskih bazilik. Številne cerkve, tako velike kot majhne, so imele stranske vhode, ki so jih običajno uporabljali verniki.
Romanska vrata imajo značilno obliko, podboji pa imajo vrsto padajočih ravnin, v vsako od njih pa je postavljena krožni služnik, vse obdano z neprekinjenim abakusom. Polkrožni lok, ki se dviga iz abakusa, ima enake vrste služnikov kot podboj. Običajno so štiri ravnine, ki vsebujejo tri služnike, lahko pa jih je kar dvanajst, kar simbolizira apostole.
Odprtina portala je lahko obokana ali pa je nastavljena s preklado, ki podpira timpanon, običajno izrezljan, v Italiji pa je včasih okrašena z mozaikom ali fresko. Vrezan timpanon je večinoma kiparsko delo romanske cerkve. Predmet rezbarije na glavnem portalu je lahko Kristus v slavi ali Posednja sodba. Stranska vrata lahko vključujejo druge predmete, kot je Kristusovo rojstvo. Portal je lahko zaščiten s portikom, ki je značilen za Italijo, z bolj odprtimi verandami in bolj dovršenimi strukturami, značilnimi za Francijo in Španijo.
- San Zeno, Verona, ima verando, značilno za Italijo. Kvadratna vrata so okrašena z mozaikom. Na obeh straneh so marmorni reliefi, ki prikazujejo Izgon iz Raja in Kristusovo življenje.
- Obokana centralna zahodna vrata s služniki Lincolnske stolnice so okrašeni s cik-cak frizi in drugim formalnim in figurativnim ornamenti, značilnim za angleški normanski slog. "Galerija kraljev" nad portalom je gotska
- Bazilika Saint-Trophime, Arles, Francija, ima izpopolnjeno kiparsko shemo, ki vključuje Kristusa v slavi, friz, ki se razprostira nad preklado in galerijo kiparskih likov.
- Porta Platerias, stolnica Santiago de Compostela, mojstra Estebana, ima dve široki odprtini s timpanoni, podprti na nosilcih. Kiparski friz nad njim je zaščiten z napuščem na konzolah.
- Portal Saint-Pierre, Moissac, ima nenavadne značilnosti, vključno s frizom okroglih listov na prekladi, z zaobljenimi podboji in figurami prerokov na osrednjem podboju.

### Notranjost
Struktura velikih cerkva se je regionalno razlikovala in razvijala skozi stoletja. Uporaba slopov pravokotnega tlorisa za podporo arkadam je bila običajna, tako kot pri stolnici v Mainzu in sveti Gertrudi v Nivelle in je ostala običajna v manjših cerkvah po Evropi, pri čemer so arkade pogosto imele obliko odprtin skozi površino stene. V Italiji, kjer je obstajala močna tradicija uporabe marmornih stebrov, skupaj s kapiteli, bazo in abakusom, je to še vedno prevladovalo, pogosto pa se je znova uporabljalo obstoječe antične stebre, kot na primer San Miniato al Monte. Številne cerkve iz 11. stoletja imajo ladje, ki jih odlikujejo ogromni okrogli stebri, ki nimajo svetlobnega nadstropja ali pa je ta zelo majhen, kot pri St Philibert, Tournus. V Angliji so debele stebre velikega premera spremljali okrašeni loki, galerija in svetlobno nadstropje, kot v ladji Malmesbury Abbey. V začetku 12. stoletja so se razvili kompozitni slopi, na katere so pritrjene gredi pomaknjene navzgor do rebrastega oboka ali pa so se nadaljevale v služnike arkade, kot na primer Vézelay Abbey, Saint-Étienne, Caen in Peterborough.
Narava notranje površine streh se je zelo razlikovala, od odprtih lesenih streh in lesenih stropov različnih tipov, ki so bili v manjših cerkvah še vedno običajni, do preprostih banjastik obokob in križnih obokov, vse bolj pa do rebrastih obokov v poznem 11. in 12. stoletju, ki naj bi postali skupna značilnost večjih cerkva in stolnic. Številne romanske cerkve so prekrite s serijo kupol. Na opatiji Fontevrault je ladja pokrita s štirimi kupolami, pri cerkvi Saint Fronte, Périgueuxu je cerkev v obliki grškega križa z osrednjo kupolo, obkroženo s štirimi manjšimi kupolami nad ladjo, prezbiterijem in transepti.
Notranja dekoracija se je v Evropi razlikovala. Kjer so obstajali široki zidovi, so bili pogosto ometani in pobarvane. Okrašeni so bili leseni stropi in leseni tramovi. V Italiji so bili zidovi včasih oblečeni v barvni marmor. Kjer so bile stavbe zgrajene iz kamna, ki je bil primeren za rezbarjenje, se pojavljajo številne dekorativne podrobnosti, vključno z okrašenimi kapiteli in okrasnimi služniki.
Apsidalni vzhodni konec je bil pogosto središče dekoracije, tako arhitekturne oblike, kot so arkadne in slikovne značilnosti, kot izrezljane figure, freske in občasno mozaiki. Vitraž se je v 11. stoletju razširil. V mnogih cerkvah je bil vzhodni del obnovljen v kasnejšem slogu. Od angleških normanskih stolnic, noben vzhodni konec ni ostal nespremenjen. V Franciji so bili vzhodni deli pomembnih samostanov Caen, Vézelay in, najbolj pomembno, bazilika svetega Denisa popolnoma obnovljeni v gotskem slogu. V Nemčiji so velike rekonstrukcije 19. stoletja poskušale vrniti številne romanske zgradbe v prvotno obliko. Primeri enostavnih romanskih apsid so vidni na slikah St. Gertrude, Nivelles, St. Philibert, Tournus in San Miniato al Monte.
- St Gertrude, Nivelles, Belgija (posvečena 1046) ima glavno in stranske ladje, ki jih delijo slopi, ki podpirajo svetlobno nadstropje. Ladjo delijo prečnimi loki. Notranjost bi bila ometana in pobarvana.
- San Miniato al Monte, Firence (1013–1090) ima bazilikalno obliko, odprto leseno streho in dekoracijo iz barvnega marmorja in mozaika. Okras je bil skladen do apsidalnega mozaika leta 1260.
- Cerkev St. Philibert, Tournus, (990–1019) ima visoke krožne slope, ki podpirajo arkado in je pokrita z vrsto banjastih obokov, ki so podprti na lokih. Mala zasenčena okna osvetljujejo obok.
- Samostan St Mary Magdalene, Vézelay, (posvečen 1104) ima grozde navpičnih služnikov, ki se dvigajo, da podpirajo prečne loke in obok. Oblečen v barven kamen postavitev ima izjemno podrobne služnike. Vzhodni konec je gotski.
- Ladja stolnice v Peterboroughu (1118–1193) v treh stopnjah arkad, galerije in svetlobnega nadstropja, značilnih za normanske samostanske cerkve. Redki leseni strop ohranja prvotno dekoracijo (pribl. 1230). gotski so loki pod stolpom (c. 1350).

### Samostanske stavbe
V katoliški tradiciji je meništvo ustanovil sveti Benedikt v Monte Cassinu okoli leta 529. Spodbudil ga je Karel Veliki, saj je bilo v Evropi v poznem srednjem veku ustanovljeno večje število samostanov. Najbolj vplivni redovi v tem obdobju so bili benediktinci, klunijci ustanovljeni v Clunyju leta 910, nato pa cistercijani ustanovljeni leta 1098. Bernard iz Clairvauxa je leta 1113 vstopil v cistercijanski red in kot njegov vodja ustanovil več kot petsto samostanov stroge zasnove in pogosto na oddaljenih lokacijah.
Karolinški tloris Saint Gall iz zgodnjega 9. stoletja je podroben osnutek samostanske cerkve in pripadajočih samostanskih stavb, ki je najstarejši takšen arhitekturni načrt, ki je obstajal že od rimskih časov. Prikazuje idealizirano postavitev posameznih celic za redovnike, delavnice, opremo, vrtove, hleve in šolo. Predstavlja življenjski prostor za popolnoma samozadostno skupnost. [17] Naravne omejitve, kot so prostor, neposredna bližina mestnih stavb in pomanjkanje sredstev, so pomenile, da je bilo v obdobju romanike v praksi le malo samostanov tako bogato zgrajenih. Od 10. stoletja je velika opatija Cluny postavila standard stavbe in udobja, ki so ga morali posnemati drugi.
Preživele kmečke in gospodarske stavbe samostanskih kompleksov so na splošno ločene od bivališč skupnostnih laikov po kakovosti strukture in detajlov. Čeprav so bile zgrajene za  življenje skupnosti, zaobljubljene revščini in preprostosti, so meniške stavbe na splošno trdno zgrajene in dokončane z obokanimi stropi, frizi, stebri in rezbarijami, ki so neposredno povezane z oblikami, ki jih najdemo v samostanskih cerkvah, saj so samostani nastali kot jedro samostanskega življenja in so pogosto mojstrovine romanske gradnje, sloga in ornamenta.
- Romanski samostan Sénanque s cerkvijo in okoliškimi samostanskimi stavbami, Gordes, Francija.
- Vhodno poslopje karolinškega samostana Lorsch, Nemčija.
- Dvorana bratovščine, samostan Longuay, Aubepierre-sur-Aube, Francija.
- Križni hodnik in vodnjak samostana Naše ljube gospe, Magdeburg, Nemčija.

#### Tipi stavb
Na splošno so bili glavni bivalni in delovni prostori katerega koli samostana s križnim hodnikom, štirje obokani hodniki, ki so obdajali dvorišče in so bili, če je to bilo mogoče, dozidani na južni (najbolj sončni) strani cerkve. Arkade v pritličju so bile redovnikov delovni in splošni življenjski prostor, ki je vseboval prostore za študij in pisanje, pogosto po eni strani, lavatorium, kjer so si menihi lahko umili roke in obraz pred jedjo. Nad arkadami so bile dolge spalnice (dormitorij), v katerih so spali menihi. Kjer so takšne stavbe že obstajale iz obdobja romanike, so bile zgrajene iz kamna, čeprav so bile večinoma lesene. Samostanske stavbe so na splošno postale čedalje bolj udobne in bolj robustne, kamen je nadomeščal les, odprte arkade so bile zastekljene proti vetru in odprte spalnice opremljene z lesenimi zasloni za toploto in zasebnost.
Številne stavbe so obkrožale ali so mejile na samostan. Kapiteljska hiša je bila najpomembnejša, saj je bilo mesto sestankov upravnega organa opatije. Na splošno je predvidena z vzhodne strani samostana, v bližini pa bi lahko imela ozek prehod, ki je vodil do pokopališča v bližini vzhodnega konca cerkve.
Poleg arkadnega križnega hodnika je bil kalefaktorium ali soba za ogrevanje, kjer je pozimi gorel ogenj. Na splošno je bila nameščena pod delom spalnice. Stopnišče se je s spalnice pogosto spuščalo neposredno v transept cerkve in so ga menihi uporabljali ponoči. Iz spalnice je štrlel necessarium ali toaletni blok z odtokom, ki je potekal pod straniščem. Pomembna stavba, ki se je ohranila v številnih primerih, je bil refektorij ali jedilnica. Kuhinje so bile blizu refektorija, bližina pa je bila odvisna od tega ali so kuhali samostanski bratje ali laiki.
Poleg samostana je bil bolnišnica za zdravljenje bolnih, kjer so lahko skrbeli starejše slabe člane samostanske skupnosti. To je bila na splošno velika dvorana, vendar bi lahko bila celoten ločen kompleks z lastno kapelo, kuhinjo in dvoriščem. K bolnišnici je bila pogosto prizidana ločena jedilnica, znana kot misericord, da bi bolni in slabovidni starejši bratje lahko uživali rdeče meso, kar v refektoriju ni bilo dovoljeno.
Že zgodaj ob ustanovitvi samostanov je bilo pričakovati, da bo opat ali prior živel v dormitoriju, v občevanju z drugimi menihi. Ker je vloga opata vse bolj prevzela vlogo vodje poslov in podjetnika, je bil ta skromni življenjski slog opuščen, zunaj samostana pa so bile zgrajene ločene hiše. Druge stavbe, ki se pogosto pojavljajo v samostanski okolici so pekarna, pivovarna, kašča, vodnjak, kovačija, skedenj in golobnjak. Gostišča so bila pogosto zgrajena za popotnike, hiše miloščine pa za oskrbo revnih. Tudi šole so bile v povezavi s samostani. Številni samostani so imeli vhodno poslopje, v katerem so živeli pripadniki laikov in varovali samostansko okrožje.
- Dormitorij v samostanu Fontenay, Francija. Sedanji strop, zgodnja 1500-ta.
- Meniška dvorana, samostan Vaucelles, Les Rues-des-Vignes, Francija.
- Stopnišče v samostanu Saint-Michel de Grandmont, Saint-Privat, Hérault, Francija.
- Kovačija v samostanu Fontenay, Francija.
- Križni hodnik v samostanu Stična, Slovenija

#### Primeri
Monastični kompleksi so se pogosto razvijali skozi več stoletij, pri čemer so stavbe različnih datumov mejile med seboj, posamezne stavbe pa so se v poznejših arhitekturnih obdobjih povečale in spreminjale. Razen cerkva so velike romanske stavbe redke, tudi v okviru starodavnih samostanov. Vendar obstaja več lepih primerov, razpršenih po Evropi, s samostanom Sénanque, posvečenen leta 1178, kar je redkost in ki je ohranil nedotaknjene številne svoje prvotne romanske stavbe, vključno s cerkvijo, križnim hodnikom, dormitorijem, ogrevano sobo in kapitljem. Samostan sveti Martin du-Canigou, ki je bil ustanovljen leta 1005, je tudi ohranil prvotno obliko in nekatere svoje prvotne stavbe, čeprav so bile poškodovane tako zaradi potresa kot pretiranega obnavljanja. V Maulbronnu v Nemčiji je srednjeveški samostan ostal skoraj nedotaknjen, vendar se stavbe razlikujejo po času nastanka, najzgodnejša pa je romanska v poznega 12. stoletja. Samostan Fontenay je obdržal številne pomembne stavbe, vključno z dormitorijem, meniško dvorano, skriptorijem in veliko kovačijo.
V Lorschu v Nemčiji in v Bury St. Edmunds v Angliji ostajata dve impresivni vhodni poslopji zelo različnih slogov. Vrata v opatiji Lorsch so vodila v kompleks, katerega obliko zdaj lahko določi le arheologija. Sama vrata segajo v leto 774 in združujejo številne značilnosti iz klasične antike, kot so korintski stebri in motiv triumfalnega loka s severnoevropskim vplivom v triangulaciji 'lokov0 zgornjega nadstropja in strmo nagnjene strehe ter bizantinskega ornamenta v večbarvnem površinskem okrasu. Normanski stolp v Bury St Edmunds je v drugi četrtini 11. stoletja zgradil opat Anselm kot glavni vhod v samostan iz mesta. [22] Dviga se v štirih nadstropjih različnih višin, z enim obokanim portalom in skupinami po tri odprtine raznolike zasnove na zgornjih nivojih, med sploščenimi vogalnimi oporniki.
Romanski križni hodniki ostajajo v mnogih starodavnih samostanih, zlasti v Franciji, Španiji in Italiji. Razlikujejo se od preprostih konstrukcij z lesenimi stropi ali banjastimi oboki in arkadami, podprtimi na trdnih slopih, kot v St. Milchaelu, Hildesheim, do elegantnih rebrastih obokov in arkad, napolnjenih s krogovičjem, kot so na Tarragonski stolnici v Španiji in podprtih na visokih okrašenih parih stebrov s figurativnimi kapiteli, kot so tisti v sv. Petru v Moissacu, Francija in sv. Janezu v Lateranu v  Rimu. Križni hodniki imajo včasih zgornjo arkado, ki omogoča dostop do spalnic ali celic, kot pri stolnici St. Léonce in samostanu Santo Domingo de Silos v Burgosu.
Med različnimi sobami, ki so mejile na križni hodnik, so imele tiste v pritličju pogosto banjaste ali rebraste oboke, kot so jih našli v skriptoriju v Fontenayu. Kjer so preživele velike stavbe, kot je kovačija v Fontenayu, imajo obliko dvorane skednja z sploščenimi oporniki in majhnimi okni s polkrožnimi zaključki.
Križni hodniki so imeli pogosto vodnjak. Pri Naši ljubi gospe v Magdeburgu v Nemčiji je v atriju okrašena hiša z vodnjakom, medtem ko je v opatiji Mellifont primer v ruševinah.
- Križni hodnik Millštetskega samostana, Avstrija ima izmenično slope in odprtine.
- Samostan Santo Domingo de Silos, Španija, ima zgornjo arkado za dostop.
- Križni hodnik samostanu sv. Petra, Moissac, Francija slovi po svojih vklesanih kapitelih.
- Kozmatski slog v delu: zviti stebri in mozaiki pri samostanu  sv. Janeza v Lateranu, Rim.

### Drugi elementi
Med strukturami, povezanimi s cerkvenimi zgradbami, so kripte, verande, kapiteljske dvorane, križni hodniki in krstilnice.
Kripta ali grobnica je pogosto prisotna kot temeljna zgradba velike cerkve in je na splošno povsem diskreten prostor, občasno pa je lahko, kot v nekaterih italijanskih cerkvah, poglobljen prostor pod dvignjenim prezbiterijem in preko stopnic odprt v ladjo. Romanske kripte so preživele v mnogih primerih, kot je [[Canterburyjska stolnica||, ko je bila zgrajena sama cerkev. Običajna konstrukcija romanske kripte je s številnimi kratkimi debelimi stebri, ki nosijo križnoločne oboke, kot v stolnici v Worcestru.
Verande se včasih pojavijo kot del prvotne oblike fasade. To je v veliki meri v Italiji, kjer so po navadi le en obok globoke in podprte z dvema stebroma, ki pogosto ležita na levih kot v St Zenu, Verona. Na pročelju ali stranskem vhodu v obstoječe cerkve so bile dodane v različnih obdobjih, so lahko precej obsežne, odprte ali delno odprte z arkado z več oboki, ki so neke vrste narteks, kot pri cerkvi St. Maria Laach. V Španiji imajo romanske cerkve pogosto velike stranske verande podobne ložam.
Kapiteljska dvorana se pogosto pojavlja ob samostanski cerkvi ali stolnici. Le malo jih je ohranjenih nedotaknjenih iz romanske dobe. Zgodnje kapiteljske dvorane so imele pravokotno obliko, večje so imele včasih križnoločne ali rebraste oboke, podprte s stebri. Kasneje so romanske kapiteljske dvorane včasih imele apsidalni vzhodni konec. V Durhamski stolnici je širok prostor z rebrastim obokom, ki je bil prvotno zgrajen leta 1130. Krožna kapiteljska dvorana v Worcestrski stolnici, ki jo je zgradil škof Wulfstan (1062–95), je bila prva taka v Evropi in je bila pogosto kopirana v Angliji.
Križni hodnik je po navadi del samostanskega kompleksa in se pojavlja tudi v stolnicah in samostanskih cerkvah. Bil je bistvenega pomena za način življenja skupnosti, prostor za delo v dnevnih urah in sprostitev v neugodnem vremenu. Običajno se naslanja na cerkveno stavbo in je na zunanji strani obdani z zidovi brez oken, z notranjo odprto arkado, ki gleda čez dvorišče ali samostanski vrt. Lahko je obokan ali ima leseno streho. Arkade so pogosto bogato okrašene in imajo nekatere najbolj domišljijsko izrezljane kapitele romanskega obdobja, kot so Santo Domingo de Silos v Španiji in samostan sv. Petra, Moissac. Številni romanski samostani so preživeli v Španiji, Franciji, Italiji in Nemčiji, skupaj z nekaterimi pripadajočimi stavbami.
Krstilnica ali baptisterij se v Italiji pogosto pojavlja kot samostojna struktura, povezana s stolnico. Običajno so osmerokotne ali okrogle oblike s kupolo. Notranjost je lahko arkadirana na več ravneh kot v Pisi. Druge pomembne romanske krstilnice je tista v Parmi, ki se odlikuje po galerijski zunanjosti in barvna krstilnica - Baptisterij svetega Janeza, Firence, z obokanimi mozaiki 13. stoletja, vključno s Poslednjo sodbo, delo pripisano slikarju Coppu di Marcovaldo.
- Križnoločno obokana kripta Worcestrske stolnice
- Kapiteljska dvorana Santa María de la Oliva, Carcastillo, Španija
- Stranska veranda cerkve San Estebán, Segovia
- Križni hodnik samostana Lavaudieu
- Baptisterij stolnice v Parmi

### Okras

#### Arhitekturni okras
Arkada je najpomembnejša dekorativna značilnost romanske arhitekture. Pojavlja se v različnih oblikah, od lombardnega pasu, ki je vrsta majhnih lokov, ki se zdi, da podpirajo streho ali nosilce, do plitvih slepih arkad, ki je pogosta značilnost angleške arhitekture in je zelo raznolikai v stolnici v Elyju, do odprte pritlikave galerije, ki je bila prvič uporabljena v stolnici v Speyerju in široko sprejeta v Italiji, kot jo vidimo na stolnici v Pisi in znamenitem poševnem stolpu. Arkade so se lahko uporabljale zelo učinkovito, tako zunaj kot znotraj, kot kaže cerkev Santa Maria della Pieve v Arezzu. 
- Slepa arkada v opeki v mozarabskem slogu iz Asturije in Leona na apsidi samostana Castro de Avelãs, edinstven primer na Portugalskem.
- Prepleteni loki tvorijo slepo arkado v cerkvi sv. Lovrenca v gradu Rising v Angliji. (1150) Polkrožni loki se navzkrižno prekrivajo, motiv, ki je morda vplival na gotiko.
- Ravni progasti stebri (eden od njih je os simetrije, ki ločuje dve okni s polkrožnimi loki) in bogato okrašena slepa okna v apsidi cerkve San Juan de Rabanera v Soriji, Španija.
- Škrlatne galerije so glavni dekorativni element na zunanji strani stolnice v Speyerju, Nemčija (1090–1106), ki obdaja stene in stolpe. To naj bi postalo značilnost renske romanike.
- Vzhodna apsida stolnice v Parmi, Italija (v začetku 12. stoletja) združuje raznolikost dekorativnih značilnosti: slepe arkade, galerije, pasove in kiparske motive.
- Arkade na fasadi stolnice v Lucci, Toskana (1204) ima številne različice v svojih dekorativnih podrobnostih, tako kiparske kot v intarziranem barvnem marmorju.
- Barvne slepe arkade apside stolnice Monreale na Siciliji (1174–82). Okras kaže na islamski vpliv tako po motivih kot dejstvu, da so vsi loki, vključno s tistimi oken, koničasti.

#### Arhitekturno kiparstvo
V romanskem obdobju je nastalo obilo kiparskih ornamentov. Najpogosteje je bilo zgolj v geometrijski obliki in se je uporabljalo predvsem za služnike in ravne, kot tudi ukrivljene oblike lokov. V La Madeleine, Vezelay na primer, so barvna rebra oboka obrobljena z ozkimi pasovi prebodenega kamna. Podobna dekoracija se pojavi okrog lokov ladje in vzdolž vodoravnega zidca, ki ločuje arkade in svetlobno nadstropje. V kombinaciji s prebodenim rezbarstvom kapitelov, daje notranjosti krhkost in prefinjenost.
V Angliji je lahko taka dekoracija diskretna, kot v stolnicah Hereford in Peterborough ali pa ima občutek velike energije, kot pri Durhamu, kjer so diagonalna rebra obokov označena s cik-cakom, služniki arkad v ladji so izklesane iz več plasti in veliki stebri so globoko vrezane z različnimi geometrijskimi vzorci, ki ustvarjajo vtis usmerjenega gibanja. Te značilnosti ustvarjajo eno od najbogatejših in najbolj dinamičnih notranjosti romanske dobe.
Čeprav se je v notranjosti cerkva včasih uporabljalo precej kiparskega okrasa, je bila taka dekoracija v glavnem osrednji del zahodne fronte, predvsem pa portali. Cik-cak in drugi geometrijski ornamenti, ki jih pisci 19. stoletja imenujejo »barbarski ornament«, se najpogosteje pojavljajo na profilih osrednjih vrat. Pogosto se pojavi stilizirano listje, ki je včasih globoko izklesano in navzven po načinu akantovih listov na korintskih kapitelih, prav tako izklesano v plitkih reliefnih in spiralnih vzorcih, ki posnemajo zapletenost iluminiranih rokopisov. Na splošno je bil slog ornamenta bolj klasičen v Italiji, kot je tisti, ki ga vidimo pri vratih San Giusta v Lucci, in bolj »barbarski« v Angliji, Nemčiji in Skandinaviji, kot je viden v Lincolnu in Speyerjevi stolnici. Francija je izdelala veliko paleto ornamentov, s posebno fino prepleteno in spiralno vinsko trto v »rokopisnem« slogu, ki se je pojavljal v Saint-Serninu v Toulousu.
- Detajl apside samostana d'Arthous, Landes, Francija prikazuje konzole, ki predstavljajo vidike greha, kot so poželenje, pijanost in nevednost.
- Portal v Hermitage Sv. Segundu, Avila ima pare bitij in dekorativne trakove cvetov in prepletov. Pare bitij lahko črpa iz bizantinskih in keltskih modelov.
- Rezbarjenje barvne verande kapele Saint-Michel-D'aiguilhe, Aiguilhe, Haute-Loire, Francija (11. stoletje) je združilo sirene in Božje Jagnje.
- Na teh služnikih okrog portala Lincolnove stolnice so formalni cik-cak okraski, pošasti z jeziki, vinska trta in figure ter simetrični motivi.
- Cerkev sv. Martina, Gensac-la-Pallue ima kapitele z zapletenimi prepleti.
- Romanski portal z luneto z jagnjetom cerkve v Špitaliču, nekdanje Ecclesie Minor (cerkve laičnih bratov) v Špitaliču pri Žičah, Slovenija

#### Figurativno kiparstvo
Z propadom rimskega cesarstva je izumrla tradicija rezbarjenja velikih del v kamnu in kiparskih likov iz brona. Najbolj znano ohranjeno veliko kiparsko delo protoromanske Evrope je leseno Križanje v naravni velikosti, ki ga je leta 960-65 naročil nadškof Gero iz Kölna. V 11. in 12. stoletju je figurativna skulptura cvetela v izrazito romanskem slogu, ki ga je mogoče prepoznati v Evropi, čeprav so najbolj spektakularni kiparski projekti skoncentrirani v jugozahodni Franciji, severni Španiji in Italiji.
Večja figuralna dekoracija se pojavlja predvsem okoli portala stolnice in cerkve, okrasitev timpanona, preklade, podbojev in srednjega stebra. Timpanon je tipično okrašen z upodobitvami Kristusa v slavi s simboli štirih evangelistov, ki so bili narisani neposredno iz pozlačenih ovitkov srednjeveških knjig evangelija. Ta slog vrat je znan v mnogih krajih in se nadaljuje v gotsko obdobje. Redko ohranjena v Angliji so Priorjeva vrata v stolnici v Elyju. V Franciji so številni preživeli, tudi impresivnimi primeri v opatiji Saint-Pierre, Moissac, opatiji Sainte-Marie, Souillac  in opatiji la Madaleine, Vézelay - vse podružnice Clunyja, z obsežnim drugim kiparstvom v križnih hodnikihin drugih stavbah. V stolnici Autun ima zelo redko Poslednjo sodbo, saj jo je edinstveno podpisal njen ustvarjalec Giselbertus (ki je bil morda bolj zavetnik kot kipar). Isti umetnik naj bi delal v la Madaleine Vezelay, ki ima dva edinstveno izklesana timpanona, zgodnji notranji, ki predstavlja Poslednjo sodbo in na zunanjem portalu narteksa, ki predstavlja Jezusa, ki je pošilja apostole, da pridigajo narodom.
To je značilnost romanske umetnosti, tako v iluminiranih rokopisih kot kiparski dekoraciji, da so figure izkrivljene, da ustrezajo prostoru, ki ga zasedajo. Med številnimi primeri, ki obstajajo, je eden najboljših predstava o preroku Jeremiji iz stebra portala opatije Saint-Pierre, Moissac, Francija, iz približno leta 1130. Pomemben motiv romanske zasnove je spirala, oblika, ki se uporablja za rastlinske motive in draperije romanskih kipov. Izjemen primer njegove uporabe v draperiji je osrednja figura Kristusa na zunanjem portalu v La Madaleine, Vezelay.
Mnoga manjša kiparska dela, zlasti kapiteli, so biblijska v temi in vključujejo prizore ustvarjanja in izgon človeka, epizode iz Kristusovega življenja in tistih starozaveznih prizorov, ki prefigurirajo njegovo smrt in vstajenje, kot sta Jona in kit ter Daniel v levji jami. Pojavijo se številni dogodki rojstva, pri čemer je tema Treh kraljev še posebej priljubljena. Križni hodnik Santo Domingo de Silos v severni Španiji in Moissac so odlični primeri, ki so popolno ohranjeni.
- Timpanon notranjega portala Madeleine Vezelay ima prizor Kristusa v slavi ob Poslednji sodbi. Kristusova figura je zelo formalizirana tako v drži kot v izgledu. (1130-ih)
- Timpanon Saint-Pierra, Moissac, je zelo prefinjen, tesno zapakiran dizajn, kot je Iluminiran rokpis: Kristus je obkrožen s simboli štirih evangelistov.
- Podrobnosti portala stolnice Oloron kažejo demona, leva, ki požira človeka in kralje z glasbili.
- Relief iz St. Trophime, Arles, ki prikazuje kralja Heroda in Tri kralje, sledi konvencijam, da je sedeči Herod veliko večji od stoječih figur.
- Notre-Dame-en-Vaux, Châlons-en-Champagne. Ta parni kapitel, ki predstavlja Kristusa, ki umiva noge učencem, je živahen in naturalističen.

#### Stensko slikarstvo
Velike stenske površine in ploske ukrivljene oboke romanskega obdobja so poslikali. Na žalost je mnoge od teh zgodnjih stenskih poslikav uničila vlaga ali pa so stene zamenjali in prebarvali. V večini severne Evrope so bile takšne slike sistematično uničene v napadih reformacijskega ikonoklazma. V drugih državah so trpele zaradi vojn, zanemarjanja in spreminjanja mode.
Klasična shema za celotno poslikano dekoracijo cerkve, ki izhaja iz prejšnjih primerov, pogosto v mozaiku, je imela, kot osrednjo točko v pol-kupoli apside, Kristusa v slavi ali Kristusa Odrešenika, ki je bil postavljen v mandorlo in uokvirjen s štirimi krilatimi zvermi, simboli štirih evangelistov, ki so neposredno primerljivi s primeri iz pozlačenih platnic ali iluminacij evangeliarijev tega obdobja. Če je bila cerkev posvečena Devici Mariji, bi lahko tu nadomestila Kristusa. Na stenah apside so spodaj svetniki in apostoli, morda tudi pripovedni prizori, na primer svetnika, kateremu je bila cerkev posvečena. Na loku prezbiterija so bili liki apostolov, prerokov ali štiriindvajset »starešin Apokalipse«, ki so gledali proti Kristusovemu doprsju ali njegovemu simbolu Jagnju, na vrhu loka. Severna stena ladje bi vsebovala pripovedne prizore iz Stare zaveze, južna stena iz Nove zaveze. Na zadnji zahodni steni bi bila slika Poslednja sodba, na vrhu pa naj bi bil na prestolu sodnik Kristus.
Ena izmed najbolj nedotaknjenih shem, ki obstaja, je v Saint-Savin-sur-Gartempe v Franciji. Dolg banjast obok ladje je odlična površina za freske, okrašen pa je s prizori iz Stare zaveze, ki prikazuje Nastanek, Izgon človeka in druge zgodbe, vključno z živahnim prikazom Noetove Arke skupaj s strašno figuro in številnimi okni, skozi katere lahko vidimo Noa in njegovo družino na zgornji palubi, ptice na srednjem krovu, na spodnjem pa pare živali. Drug prizor z veliko močjo kaže močvirje faraonove vojske ob Rdečem morju. Shema se razteza na druge dele cerkve, z mučeništvom lokalnih svetnikov v kripti in Apokalipso v narteksu in Kristusom v slavi. Uporabljena barvna paleta je omejena na svetlo modro-zeleno, rumeno oker, rdečkasto rjavo in črno. Podobne slike obstajajo v Srbiji, Španiji, Nemčiji, Italiji in drugod v Franciji.
- Poslikana kripta San Isidoro v Leonu v Španiji ima podrobno shemo, ki ponazarja biblijske zgodbe.
- Apsida cerkve sv. Justa, Segovia. Kristus v slavi je bila skupna tema apside.
- Friz s figurami zavzema območje pod pol-kupolo v apsidi. Samostan St Pere of Burgal, Katalonija
- V Angliji se najpomembnejša slikovna tema pojavi nad cerkvenim lokom v župnijskih cerkvahI. Cerkev St John the Baptist, Clayton, Sussex
- Ta freska, ki prikazuje Galena in Hipokrata, je del kompleksne sheme, ki krasi kripto stolnice Anagni, Italija

#### Vitraji
Najstarejši znani fragmenti srednjeveškega slikovnega vitraja izvirajo iz 10. stoletja. Prve nepoškodovane figure so pet prerokov oken v Augsburgu, ki izvirajo iz poznega 11. stoletja. Figure, čeprav trde in formalizirane, kažejo veliko znanja v oblikovanju, tako slikovno kot funkcionalno uporabo stekla, kar kaže, da je bil njihov izdelovalec dobro navajen na medij. V Canterburyju in Chartresu so preživeli številni paneli iz 12. stoletja, med drugim v Canterburyju, figura Adama in še njegovega sina Seta iz serije Kristusovi predniki. Adam je prikazan izrazito naturalistično in živahno, medtem ko so v figuri Setha obleke uporabljene za velik dekorativni učinek, podobno najboljšemu kamnoseškemu obdobju.
Veliko čudovitih francoskih oken iz stekla, vključno s slavnimi okni Chartresa, izvira iz 13. stoletja. Daleč manj velikih oken ostaja nedotaknjeno od 12. stoletja. Eden takih je Križanje v Poitiersu, izjemna kompozicija, ki se dviguje skozi tri stopnje, najnižja pa s četverolistom, ki prikazuje mučeništvo sv. Petra, največja osrednja stopnja, na kateri je vladalo Križanje in zgornja faza, ki prikazuje Kristusov vnebohod v mandorli. Slika križanega Kristusa že kaže gotsko krivuljo. George Seddon okno opisuje kot »nepozabno lepoto«.
- Kralj David iz stolnice v Augsburgu, konec 11. stoletja. Eden od številnih prerokov, ki je najstarejši vitraž in situ.
- Dve plošči figur v naravni velikosti, Set in Adam iz Kristusovih prednikov iz 12. stoletja, stolnica v Canterburyju, sta zdaj postavljeni v okno s ploščami iz različnih obdobij.
- Oton II., sveti rimski cesar, iz serije cesarjev (12. in 13. stoletje). Plošče so zdaj postavljene v gotska okna, stolnica v Strasbourgu.
- Detajl majhne plošče, ki prikazuje kralje Davida in Salomona v arhitektonskem okviru velikega okna v Strasbourgu. Konec 12. stoletja. Spreminjanje rdeče in modre barve je tipična naprava enostavnejše zasnove oken. Je približno 1/3 višine in je veliko manj zapleteno v izvedbi kot serija cesarjev, od katerih je Oton II. del.
- Redko in izjemno preživetje, "nepozabne lepote", zelo veliko okno Križanja stolnice Poitiers, Francija.

### Barve
Barvo so v tem obdobju uporabljali na različne načine. Ometani zidovi so bili lahko obarvani, v različnih regijah prevladuje različna oblika. V kamnitih zgradbah so bile včasih v barvi zunanje podrobnosti. V Italiji so bile zgradbe pogosto zgrajene z izmeničnimi pasovi iz opeke in kamna. V Benetkah so bile palače bogatih družin iz marmorja in poslikane štukature. Notranje velike stenske površine in plosko ukrivljeni oboki romanskega obdobja so bili okrašeni s slikami, sledovi pa so bili najdeni tudi v gradovih in bogatih domovih. Vendar je velika večina teh slik, tako kot same zgradbe, uničena z obnovo in preslikavo, zaradi vlage, vojn, zanemarjanja in spreminjanja mode. Nekaj izjem posvetne dekoracije je bolj ali manj ohranjene, ker so bile v oskrbi cerkve. Zelo redke visoko kakovostne so slike iz Arlanze v Španiji, ki so zdaj razpršene po muzejih v Barceloni in Ameriki. Te freske približno iz leta 1210 izvirajo iz samostana, vendar imajo posvetne teme in so verjetno podobne tistim, ki so obstajale v nekaterih palačah. Obstaja veliko ogromnih realnih in mitičnih živali, ki odražajo svet heraldike in iluminiranih bestiarij.
Tapiserije in druge tekstilne obloge so bile tudi uporabljene za okrasitev palač, pri čemer je Tapiserija iz Bayeuxa najbolj znan primer - čeprav je bila, zdaj v stolnici Bayeux, zelo verjetno prvotno narejena za okras palače škofa Oda v 1070-ih, zabeležene pa so tudi druge takšne tapiserije. Pripovedna zgodba o junaški zmagi v vojni je bila druga tema, ki se je nedvomno pogosto ponavljala. Prt St. Gereona iz 11. stoletja je bila morda vedno v cerkvi, toda prilagoditev modelov iz figuriranega vzhodnega tekstila je bil verjetno tudi slog, ki so ga uporabljali v velikih domovih. Tekstilne obloge so pripomogle k toplemu občutenju kamnitih stavb in so imele veliko prednost za tiste z več domovi, da so jih relativno enostavno nosili s seboj.

## Romanski gradovi, hiše in druge zgradbe
Grad predstavlja v veliki meri vrsto posvetne arhitekture, za katero je v romanskem slogu največ ohranjenih primerov. Obstajajo tudi številne posvetne stavbe povezane z samostanskimi območji, palačami, upravnimi stavbami in meščanskimi hišami.

### Bivalno-obrambni grad
Gradovi so se razvili iz lesenih palisad, zgrajenih za obrambo ali iz tipa mota, kjer je bil zemeljski nasip, navadno umeten, obkrožen z visoko leseno konstrukcijo in pogosto obdan z jarki. Slednji obrambni sistem je bil nadalje razvit z dodatkom zunanjih palisad, ki so obdajale podgradje, v katerem so bile zgrajene hiše in gospodarska poslopja. Od približno leta 1000 naprej je bila lesena zgradba mota zamenjana z kamnitim bivalno-obrambnim gradom (angleško keep, francosko donjon), katerega najstarejši naj bi bil v Doue-la-Fontaine, Maine-et-Loire, Francija, zgrajen okoli leta 950.
Sodeč po velikosti odprtin, ki jih najdemo v spodnjih nadstropjih se zdi, da so najstarejše visoke kamnite stavbe v glavnem služile kot stanovanja. Vendar so z nujnostjo razvijale vse večje obrambne lastnosti. Veliko takšnih gradov naj bi postavili normanski napadalci Anglije. Čeprav so bile številne ohranjene iz 12. stoletja, kot sta gradova v Houdanu in Provinsu v Franciji, v tlorisu krožna ali poligonalna, je v Angliji prevladoval kvadratni tloris. Primeri so White Tower (Beli stolp ali Londonski stolp), grad Hedingham v Essexu in Rochestrski grad v Kentu. Po letu 1150 je bilo večje število mnogokotnih  gradov, ki so bili težje za rušenje. Primeri so Windsorski grad, Conisborouški grad in Orfordski grad.
Ti gradovi pravokotnega tlorisa so dvoranski, njihov glavni namen je stanovanje vladarja, dvorana je glavni bivalni prostor, na splošno v prvem nadstropju. V nekaterih takšnih gradovih ima kletni nivo stebre, ki podpirajo obok. Nadstropja nad tem so iz lesa, podprta na dolgih lesenih tramovih, za katere les je bilo takrat mogoče posekati v gozdovih. Znotraj velikega gradu v Rochesteru bi bilo mogoče glavne prostore razdeliti s kamnitim zidom ali arkadami, ki se dvigajo skozi več nadstropij. Številni gradovi so imeli na vogalih štrleče stolpiče s spiralnimi stopnicami, debele stene zgornjih nadstropij pa za hodnike. Rochester je ohranil kamin, postavljen v steno znotraj okrašenega loka. Zgornja nadstropja romanskih gradov imajo včasih različna okna za zasebne prostore gospodarja in njegove žene. Lahko je imel tudi kapelo; na primer, v White Towru v Tower of London je kapela sv. Janeza, postavljena v vogalni stolpič.
V gorskih regijah so imeli gradovi pogosto zelo nepravilne oblike in tloris na različne načine prilagojen terenu. Gradovi so se skozi stoletja pogosto razvijali in so navadno imeli dodana dodatna obzidja. Med letoma 1072 in 1080 je Sancho III. Navarrski zgradil grad Loarre na visokem skalnem grebenu ob vznožju Pirenejev kot predanost rekonkvisti. Grad je bil v 13. stoletju dodatno utrjen z zunanjim obzidjem z desetimi stolpi. Čeprav je zunaj strogega videza, ima grad Loarre bivalne prostore primerljivega udobja in kapelo, okrašeno s finimi rezbarijami.
- Razvoj bivalno-obrambnega gradu
- Rekonstruirana mota s stolpom v Lütjenburgu, Nemčija.
- Poligonalni donžon v Gisorsu, Francija, na hribu z obdajajočim obzidjem
- Rochestrski grad, pravokoten normanski stolp v Angliji.
- Nepravilno oblikovan grad Loarre v Pirenejih v Španiji.

### Obzidani gradovi in palače
Drugi gradovi, začeti v 11. stoletju, so bili zgrajeni na povišanih mestih, ki so izkoristila strma pobočja za obrambo, ne pa z jarki. Osrednji stolp je postal zadnji obrambni nivo gradu [28], medtem ko so bile glavna druga poslopja zgrajena ob obzidju po obodu, kar je omogočilo veliko prostora za različne funkcije. Grad Conisborough je angleški primer, okrogli bivalno-obrambni stolp se še danes dviga kot nekoč, obzidje, ki obdaja podgradje, pa obzidavajo stanovanjski in servisni prostori. Razvaline znotraj podgradja so velika dvorana s centralnim kaminom, kuhinjo in dvonadstropnim stanovanjskim blokom z dodanimi latrinami. V samem stolpu je bil prostor za gospodarja, opremljen s kaminom z napo, medtem ko je bila v debeli zunanji steni stolpa vgrajena majhna obokana kapelica. V Ludlowskem gradu v Shropshiru, ki se je začel graditi v 11. stoletju, so živeli številni člani tudorske kraljeve družine in so njegove utrdbe in bivalne prostore v več stoletjih izboljševali.
Hohenstaufenski Château de Saint-Ulrich v Ribeauvilléju v Alzaciji in grad Trifel pri Annweilerju sta primera tovrstnih gradov z udobnimi bivalnimi prostori. Grad Münzenberg je izjemen, saj ima dva visoka donžona. Obkrožata ga dve obzidji z okrašenim palasom, vgrajenim v steno zgornjega krila, z galerijami z okni s krogovičjem, ki gledajo čez dolino.
Ostala manj utrjena bivališča, kot so Kaiserwerth, Gelnhausen, Landsberg in Goslar, so bila zgrajena na bolj dostopnih mestih in so jih cesarski dvor ali uradniki redno uporabljali. Imajo velike dvorane, atrije, balkone s kolonami in dvorišča, obdana z arkadami, podobnimi samostanskim križnim hodnikom. Ti kompleksi, ki so preživeli brez pretirane romanske obnove do 19. stoletja, kot je videti pri Goslarju, so stavbe velike arhitekturne prefinjenosti.
Številna mestna obzidja, samostanska območja in palače so imela zgrajena vhodna poslopja s stražarnico ali bivalnimi prostori nad velikim obokom. Ena najzgodnejših so vrata opatije v Lorschu, katerih spodnji del ima tri odprtine, kot rimski slavolok, medtem ko ima zgornji del detajle iz večbarvne opeke, ki spominjajo na polleseno gradnjo, učinek pa je povečan zaradi velike strme skrilaste strehe. Nasprotno vhodno poslopje opatije Bury St Edmunds spominja na cerkveni stolp. Številna romanska vhodna poslopja so postavljena v obzidje italijanskih mest. Ta so neizogibno zidana in razgibana, vendar drugače brez okrasja.
- Château_de_Saint-Ulrich je najbolje ohranjen romanski grad Alzacija.
- Ludlowski grad razkriva svojo dolgo zgodovino v oknih svojih poslopij.
- Okrašen palas in visok ozek stolp v zgornjem oddelku gradu Münzenberg.
- Grad Cheb na Češkem je ohranil nedotaknjeno kapelo sv. Erharda in svete Ursule.

## Posvetne stavbe

### Značilnosti
V Evropi je preživelo le nekaj hiš iz romanskega obdobja. Eden od razlogov je, da so bile številne zgrajene kot lesene ali pollesene konstrukcije. Iz tega obdobja so danes v Nemčiji v Esslingenu, Bad Wimpfenu in Schwäbisch Hallu vidne številne pollesene hiše. Hiše, ki še stojijo, so večinoma iz kamna, kot so hiša na Bad Munstereifel v Nemčiji, hiše v Lincolnshireu v Angliji in hiše vasi Saint-Guilhem-le-Désert, Languedoc-Roussillon, Francija.
Ena najpreprostejših vrst romanske hiše je bila 'dolga hiša'. Te so bile navadno zgrajene iz lesa in slame, iz enega samega nadstropja, v njej so bivali tako družina kot živina. Dolga hiša je imela vrata na obeh krajših stranicah, tako da je imela prehod, ki je ločeval bivalne prostore družine od živalskih. Dnevna soba je imela osrednje ognjišče, z dimnimi luknjami v slemenu. V Bad Kösenu, Nemčija, obstaja stara kamnita hiša tega tlorisa.
- Dolga hiša ali dvorana
- Romanska dolga hiša v Bad Kösenu, Nemčija.
- Dvorec Boothby Pagnell, Lincolnshire, Anglija.
- Velika dvorana v gradu Oakham, Anglija.
- Notranjost gradu Oakham.

V veliki kamniti zidani romanski hiši, kot je romanski bivalno-obrambni grad, je bil po navadi glavni bivalni prostor v prvem nadstropju, dvignjen nad kletjo. Ta podzemni del je imel lahko dve obliki, bodisi zaprt, kleti podoben prostor ali odprto ložo. Lahko je služil za skladiščenje, kot hlev ali za trgovske namene, odvisno od lokacije in lastnikov hiše. Ta ureditev je očitna v Manor House v Boothby Pagnell in cehovski hiši St Mary, obe v Lincolnshireu, Anglija.
Bivalni prostor v prvem nadstropju je bil v enostavnejših hišah ena sama soba, z dostopom po zunanjem stopnišču iz kamna ali lesa. Zgodnje hiše so imele lahko odprto kamnito ognjišče in luknjo v stropu za dim. Notranjost hiš se je razvila z ločenimi komorami in pregradami iz kamna ali lesa. Do dodatnih prostorov je bilo mogoče dostopati iz zunanje lesene galerije na konzolah, ki so štrlele iz lukenj in konzol vzdolž obzidja, kot je vidno v hiši iz 13. stoletja v Poreču na Hrvaškem.
Vhodna vrata so lahko imela kamnito ali leseno nadstrešnico, pogosto so bila obokana, v lepših hišah pa so imela krogovičje, okrasne rezbarije in morda stebričke in izklesane kapitele okoli vrat. Splošna oblika vhodnih vrat v Italiji je imela oblikovane konzole, ki so štrlele navznoter, da bi podpirale kamnito obrobo, nad katero se je dvigal odprt lok. Ta oblika se je nadaljevala v gotsko obdobje in se razvila v nadsvetlobo. Najpreprostejša okna so bila ozka, s polkrožnim zaključkom. Okna v pomembne prostore so imela pogosto par odprtin, razdeljena s stebričkom ali paličevjeem. Nekatere hiše so imele pare oken postavljena pod preklade in ne loke, medtem ko je v Franciji več hiš, ki imajo vrste oken s kvadratnim zaključkom, razdeljene s paličevjem in slopi, postavljena v vodoravne okvirje, ki so tvorili galerijo.

### Meščanske hiše in stanovanjski stolpi
Hiše, zgrajene znotraj srednjeveških mest, so bile omejene v prostoru, pogosto zaradi dejstva, da je mesto obdajalo obzidje. Kot odgovor na to so bile hiše v mestih običajno večnadstropne. Najpreprostejše od teh zgradb so bile izredno utesnjene s prostorom, saj so v vsakem nadstropju imele samo eno sobo, ki je bila dostopna le po strmih lestvah podobnih stopnicam. V nekaterih primerih so imele zunanja stopnišča na lesene balkone, ki so služila zgornjim nadstropjem cele vrste visokih ozkih hiš, o čemer pričajo nizi lukenj in podpornih konzol, ki jih najdemo v stenah številnih italijanskih srednjeveških stavb. Prav tako so obstajala majhna notranja dvorišča, ki so zagotavljala svetlobo in zrak okoliškim stavbam. Poskrbeli so tudi za zbiranje deževnice. Ozke večnadstropne hiše romanskega obdobja so preživele v številnih mestih, največ pa jih je v Italiji, kjer so praviloma zgrajene iz kamna ali opeke in so jih pozneje pogosto podaljšali ali pa so se njihove romanske odprtine spremenile, zaradi česar jih ni mogoče razlikovati od poznejših srednjeveških stavb. Casa Dante, za katero velja, da je bila dom Danteja Alighierija v Firencah, je dober ohranjen primer.
V Nemčiji je stolp Baumburg v Regensburgu eleganten primer poznega 13. stoletja, ki se v svojih dekorativnih okenskih odprtinah, ki so v vsakem nadstropju različne, prehodno premikajo med romaniko in gotiko in so v nasprotju z gladko obzidanimi stenami. Druga hiša v Kardenu ima podobne lastnosti, vendar po obliki združuje stolpno hišo in dvorano. 
Skrajne točke visokih mestnih stanovanjskih stolpov najdemo v San Gimignanu in Bologni, kjer so se družine med seboj pomerile pri gradnji zelo visokih stolpnih hiš. V Bologni sta preživela le Torre Garisenda (1100) 36,5 m in Torre Asinelli (1109) 68,5 m, veliko manjše obzidano mestece San Gimignano vsebuje štirinajst stolpnih hiš in še veliko več štrcljev. Domnevajo, da so visoke hiše tega mesta služile praktičnemu namenu obešanja vrvi za sušenje perila v senci in ne na soncu.
- Hiša v Rosheimu, Francija, kaže zunanje stopnišče.
- Hiša v Clunyju, Francija, pollesena in ometana.
- Hiša v Villemagne-l'Argentiere, Francija, z izrezljanimi detajli na vratih in oknih
- Hiša na Piazza del Duomo v San Gimignano, Italija.

V Franciji je več lokacij, na katerih so ohranjeni kompleksi romanskih hiš. Skupina obstaja v vasi Saint-Guilhem-le-Désert, blizu starodavnega samostana. V Clunyju je precejšnje število, vključno s primeri iz pollesenih ometanih hiš. Najboljša romanska mestna hiša je v St-Antonin-Noble-Val, Tarn-et-Garonne, Francija, ki jo je zgradila družina Granolhet v začetku 12. stoletja. Ta velika hiša s tremi nadstropji ima široko ulico spredaj, ki jo na eni strani oblikuje zvonik s tipičnimi parnimi zidanimi okni. V pritličju je odprta loža z arkado na slopih. Čez prvo nadstropje je dolgo okno ali vdolbina galerije z občutljivimi stebrički, vse uokvirjeno med dvema neprekinjenima vodoravnima paličevjema. V zgornjem nadstropju je vrsta treh oken s paličevjem.
V Italiji je pomembna zgradba tega časa Rektorska palača iz 12. ali 13. stoletja v San Gimignanu. Ta skromno velika stavba, usmerjena na trg, ima simetrično pročelje, nizek podaljšek, ki ohranja videz klasičnega pedimenta, in portal, ki ima polkrožni lok, dvignjen nad široko preklado, podprto na konzolah, kar je splošna značilnost srednjeveške italijanske posvetne arhitekture. Ta hiša ima vrata, tudi z lokom in preklado, med dvema oknoma zgornjega nadstropja, ki sta nekoč vodila na balkon, kot tista, ki je bila obnovljena na hiši iz 13. stoletja v Poreču v Istri na Hrvaškem.
Hiša v Poreču opisuje naravo nekaj kamnitih hiš, ki so ostale iz tega obdobja, saj so bili glavni bivalni prostori v prvem nadstropju, dvignjeni nad kletjo ali 'pod zemljo', do katerih se je dostopalo po zunanjem kamnitem stopnišču. Hiša v Poreču ima še eno značilnost, ki jo opazimo tudi drugje. Zunanji del dimnika sega iz zgornjega nadstropja neposredno nad vrati.
Na primerno imenovani Strmi ulici, ki vodi do Lincolnske stolnice (nekoč velika normanska cerkev, skoraj v celoti obnovljena v gotskem slogu), sta dve trgovski hiši, ki sta znani kot 'Judovska hiša' in 'Judovska hiša Aron', (c 1170). Obe hiši sta bili precej spremenjeni in opremljeni z okni in trgovskimi sprednjimi stenami, obe pa sta ohranili vrata in obe sta imeli prvotno kamin do zgornje sobe neposredno nad njo, z loki, ki podpirajo dimnik in uokvirjajo vrata. Podrobnosti oblikovanja lokov nad vrati in zgornjimi okni so izvrstne izdelave.
V Italiji je bil obnovljen kompleks srednjeveških stavb na gradu Monselice (Castello Cini), ki vključuje hiše iz 11., 12. in 13. stoletja. Najstarejša, znana kot Casa Romanica, ima v pritličju dva velika oboka, ki tvorita ložo, nad katero se dviga navadna fasada, ki jo lomijo le majhna okna in štrleči dimnik. Loža vodi v veliko kuhinjo z grobimi lesenimi stebri, ki stojijo na kamnitih podstavkih in nosijo težo širokih tramov zgornjega nadstropja na štrlečih vodoravnih nosilcih. Zgornje nadstropje ima 'veliko dvorano' in manjšo sobo nad ložo z banjastim obokom. Castelletto in Ezzolino stolp iz 13. stoletja sta ohranila romanske značilnosti, pozneje pa sta bila zgrajena iz opeke in imata bolj okrašene lastnosti, kot so parna zidana okna v zgornjem nadstropju.
- Romanske hiše v Franciji
- Dve hiši v Saint-Guilhem-le-Désert.
- Romanska hiša v Clunyju.
- Hiša vikonta Saint-Antonin-Noble-Val, (1125).
- Hiša v vasi Saint-Guilhem-le-Désert.

- Romanske hiše v Nemčiji, Hrvaški, Angliji in Španiji
- Hiša iz 12. stoletja lokalnega vladarja v Seligenstadtu, Nemčija.
- Romanska hiša v Poreču, Hrvaška.
- Judovska hiša iz 12. stoletja v Lincolnu v Angliji, medtem ko je skrbno ohranjena in zaščitena, ohranja vse spremembe in povečanja poznejših stoletij.
- Palača kraljev Navarre, Estella, Španija. Stolp in zgornja raven sta dodatka iz 16. stoletja.

## Trgovske palače in poslovne stavbe
Trgovske palače so v bistvu mestne stavbe, ki so bile sprva skromne, vendar so se v 13. stoletju povečevale, v katerih so živele in opravljale svoje dejavnosti premožne trgovske družine. V Benetkah ostajajo številne stavbe z odprtimi kletnimi ložami, ki se raztezajo ob glavni vodni poti, Velikem kanalu in glavnimi prostori v piano nobile, ki se odpira na obokan balkon z razgledom. Loki z polkrožnimi zaključki so pogosto izumetničeni [40], odprtine v zgornjih nadstropjih pa so grupirane v vzorce, pri čemer so stranske različne od skupin v sredini. Podrobnosti so obdelane lahkotno in nežno, kar tipizira beneško srednjeveško arhitekturo. Medtem ko so konstrukcije iz opeke, je bil favoriziran material za arhitekturno dekoracijo marmor, ki je izredno vklesan v zapletene detajle ali pa je bil položen na površino kot vzorčasti furnir. Tako kot bazilika svetega Marka tudi arhitektura hiš kaže bizantinski vpliv. To so hiše Ca 'Farsetti, Ca' da Mosto, Ca 'Loredan in Fondaco dei Turchi.
Fondaco dei Turchi je bila zgrajena kot zasebna palača za premožno družino Pesaro in je bila, tako kot druge palače ob Velikem kanalu, zasnovana tako, da olajša poslovanje, saj se njena dolga arkada razteza vzdolž glavne vodne poti. Bila je ena izmed najbolj impozantnih stavb v Benetkah v poznem srednjeveškem obdobju, uporabljal pa jo je senat za sprejem gostujočih dostojanstvenikov. Pozneje je bila dana v zakup turškim trgovcem, od tod tudi njeno ime. Čeprav je bila stavba močno obnovljena v 19. stoletju, kaže značilne beneške značilnosti romanike: izumetničenost, polkrožne oboke arkad, paviljone na vsakem koncu stavbe, zgornjo galerijo, prsobran in patere, marmorne okrogle ali listne okraske, nanesene na zunanje stene.
Primer severnoevropske različice trgovske hiše je v Overstolzenhaus v Kölnu s šestimi nadstropji oken in stopničastim zatrepom. Medtem ko so se odprte lože hiš uporabljale za trgovino in so se mestne hiše široko uporabljale za trgovanje, so za lažjo trgovino včasih mestne oblasti zgradile posebne poslovne stavbe. Pomemben primer obstoječe trgovske hiše je Korenstapelhuis ('skladišče za koruzo') v Gentu v Belgiji, ki je blizu nabrežja in ima široko sprednjo stran z dvema odprtinama za lažje rokovanje in zlaganje vreč z žitom.
- Ca' Loredan in Ca' Farsetti, Benetke. Dve spodnji etaži sta iz začetka 13. stoletja.
- Fondaco dei Turchi (zgodnje 13. st.) ob Velikem kanalu, Benetke.
- Hiša Overstolz, Köln, Nemčija.
- Korenstapelhuis, Gent, Belgija.

## Upravne stavbe
V Italiji so številne pomembne romanske stavbe v veliki meri ostale nedotaknjene in se še naprej uporabljajo. Za italijansko srednjeveško arhitekturo je značilno, da ni jasnega preloma med romanskim in gotskim slogom. Križni oboki, zaobljeni loki, parna okna in druge take lastnosti so se nadaljevale v uporabi od 11. stoletja do začetka 15. stoletja. Pogosto v posvetni arhitekturi samo oblika zaključkov oken označuje datum poznega 13. ali 14. stoletja, ne pa 12. ali začetek 13. stoletja. Mnoge najboljše italijanske romanske stavbe, kot je Palazzo della Ragione, Mantova (začetek 1250), so bile zgrajene mnogo let po tem, ko je bil gotski slog že dobro uveljavljen.
Odprta loža v pritličju, ki jo najdemo v nekaterih romanskih mestnih hišah, se pojavlja tudi v Italiji pri številnih stavbah, ki so služile civilnim ali komunalnim namenom. V mestih Mantova, Milano in Padova je Palazzo della Ragione ('mestna hiša') in v Comu Broletto služila kot mestna hiša in središče lokalne uprave. Te stavbe so se stale na velikih mestnih trgih, ki so bile nasprotje utesnjenim srednjeveškim bivalnim prostorom večine prebivalcev. Loža je nudila pokrit komunalni prostor, v Padovi pa so jo razširili na glavni mestni trg. Palača v Milanu, znana tudi kot Broletto Nuovo, (Nova dvorna hiša'), je konstrukcija iz rdeče opeke s kamnitimi slopi in okrašenim zgornjim nadstropjem. Okenski oboki so v italijanskem slogu večbarvni. Broletto v Comu ima na fasadi večbarvni marmor.
Toskansko mesto Massa Marittima ima dve romanski stavbi, ki opisujeta značaj srednjeveške arhitekture Toskane v primerjavi s tisto na severu. Palazzo del Podestà in Palazzo del Comune predstavljata vrsto romanske grajske stavbe, ki se je v gotskem slogu nadaljevala tudi v drugih hribovskih mestih, kot je Volterra, svoj največji izraz pa je dosegla v poznem 13. stoletju v Bargellu in v začetku 14. stoletja v Palazzo Vecchio v Firencah in Palazzo Pubblico v Sieni.
- Upravne stavbe v Italiji
- Palazzo della Ragione, Padova, (1172–1219)
- Palazzo della Ragione, Mantova, (1250), ima parapet, ki razglaša politično pripadnost mestu.
- Večbarvna marmorna fasada Broletta, Como.

## Neoromanska arhitektura
V 19. stoletju, ko je bila modna gotska arhitektura, so bile zgradbe občasno oblikovane v romanskem slogu. Obstajajo številne neoromanske cerkve, ki izvirajo že v 1830-ih in se nadaljujejo v 20. stoletje, kjer so cenili in oblikovali masivno in "brutalno" kvaliteto romanskega sloga iz opeke.
Prirodoslovni muzej v Londonu, ki ga je zasnoval Alfred Waterhouse iz leta 1879, je neoromanska stavba, ki v celoti izkorišča dekorativni potencial romanske arkade in arhitekturne skulpture. Romanski videz je bil dosežen, medtem ko se je celoten slog prosto prilagajal funkciji zgradbe. Stebri v preddverju na primer dajejo vtis zarezanega geometrijskega vzorca, podobnega tistim v stolnici v Durhamu. Vendar pa so viri vrezanih vzorcev debla palm, cik-cak in tropskih drevesnih praproti. Živalski motivi, ki jih je veliko, vključujejo redke in eksotične vrste.
Tip sodobnih stavb, za katere je bil najpogosteje prilagojen romanski slog, je bilo skladišče, kjer je bilo zaželeno pomanjkanje velikih oken in velika moč in stabilnost. Te stavbe, večinoma iz opeke, imajo pogosto opornike, ki se dvigajo do širokih lokov na zgornjih ravneh po načinu nekaterih italijanskih romanskih fasad. Ta slog je bil prilagojen tako, da je ustrezal poslovnim zgradbam, tako da je odprl prostore med loki v velika okna, opečni zidovi so postali oklep v stavbi, ki je bila v bistvu sodobna konstrukcija iz jekla, arhitekt Henry Hobson Richardson pa je dal ime slogu Richardsonian Romanes. Dobri primeri tega sloga so Marshall Field's Wholesale Store, Chicago, HH Richardson, 1885, in Chadwick Lead Works v Bostonu, ZDA, William Preston, 1887.